# جيش ميانمار
تاتماداو(بالبورمية: တပ်မတော်)‏ حرفيًا ("القوات المسلحة الكبرى")، والمعروفة أيضًا باسم سيت تات (بالبورمية: စစ်တပ်)‏، هي القوات المسلحة لجمهورية اتحاد ميانمار (بورما سابقًا). تُدار من قبل وزارة الدفاع وتتكون من جيش ميانمار والبحرية الميانمارية والقوات الجوية الميانمارية، الاسم القانوني ويخضع التاتماداو (الجيش) لسيطرة وزارة الدفاع. تشمل الخدمات المساعدة قوة شرطة ميانمار وقوات حرس الحدود وخفر السواحل الميانماري ووحدات الميليشيا الشعبية.
منذ الاستقلال، كانت قوات التاتماداو تقاتل كاشين، كارين حكة القوات المسلحة العرقية في ولايات مثل شان كثيرا ما تواجه الثورات. استولى الجنرال ني وين على السلطة في عام 1962 وحاول بناء مجتمع جديد مزدهر يسمى المسار الاشتراكي في ميانمار . بعد قمع انتفاضة الثمانية الأربعة بشدة، وافق التاتماداو على إجراء انتخابات عامة حرة ونزيهة في عام 1990، ولكن عندما فاز حزب الرابطة الوطنية من أجل الديمقراطية ، تجاهل النتيجة وسجن داو أونغ سان سو تشي .
2008 ميانمار وفي عام 2010، وصل الحزب الموالي للجيش، حزب اتحاد القوة والتنمية، إلى السلطة بعد نشر الدستور . في عام 2015، هُزمت الرابطة الوطنية من أجل الديمقراطية،  وفازت مرة أخرى في انتخابات 2020. وفي عام 2020، بعد هزيمة الحزب القومي، ألغى التاتماداو نتائج الانتخابات واستولوا على السلطة على أساس أن التصويت كان مزورًا. الجيش يرتكب إبادة جماعية. يعذب اعتداء جنسي؛ وتعرضت انتهاكات حقوق الإنسان، بما في ذلك قتل المدنيين، لانتقادات واسعة النطاق من قبل المنظمات الدولية.
وفقًا لدستور ميانمار (2008) ، يتمتع التاتماداو بإدارة مستقلة، لكن مجلس الدفاع الوطني والأمن يتكون من 11 عضوًا يرأسهم الرئيس . تولي القيادة بموجب هذه السياسة. المادة 10 من قانون الحكومة الاتحادية وفقًا لأحكام القسم الفرعي (ب)، يكون أمين حكومة الاتحاد هو العضو بحكم منصبه في مجلس الدفاع الوطني والأمن. سكرتير.
في الماضي، لم يكن هناك جيش دائم في ميانمار، ومنذ عهد الملك أناوراتا ، تم تقسيم المدن إلى عشر مدن. مدينة راسك نظمت كمدن السجن. وعندما اندلعت الحرب، كان على المدن أن تدعم جنود الحصص. وعندما أصبحوا تحت حكم البريطانيين، أنشأوا وحدات عسكرية، لكنها لم تشمل البورميين لأنهم كانوا خائفين من التمرد. كارين وقد تشكلت بشكل رئيسي من الأقليات العرقية في المناطق الجبلية مثل تشين. خلال الحرب العالمية الأولى، عندما واجهت القوات البريطانية القوات التركية في بلاد ما بين النهرين، سُمح لمواطني بورما بالانضمام إلى الجيش وإرسالهم إلى ساحة المعركة. قاتل الجنود البورميون بشجاعة في ساحة المعركة في بلاد ما بين النهرين.
الجيش الحديث في البداية كان هناك ثلاثون من الرفاق. عندما اندلعت الحرب العالمية الثانية، تلقى ثلاثون جنديًا بقيادة الجنرال أونغ سان تدريبًا عسكريًا في اليابان لمحاربة البريطانيين بالأسلحة، وفي 26 ديسمبر 1941، شكلوا جيش استقلال بورما (BIA) في بانكوك بتايلاند، ثم جيش استقلال بورما. جيش الدفاع البورمي (BDA). جيش بورما الوطني (BNA)؛ كما أطلق عليه الإمبرياليون البريطانيون، تم تشكيل الجيش الوطني تدريجياً. من الجيوش الثلاثة القائد العام للجيش وكان الأب الحقيقي الأول هو الجنرال أونغ سان .

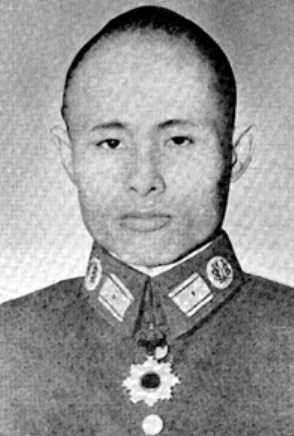
الجنرال أونج سان

وفقاً للتقاليد التاريخية، بعد والده الجنرال أونغ سان، ثلاثون قائدا عسكريا، بالمناسبة ، الأحد الكبرى عام كان الكابتن ني وين وما إلى ذلك هناك. 7 سبتمبر 1945 في الخامس عشر من الشهر نفسه، غادر الجنرال أونغ سان التاتماداو وانضم إلى العالم السياسي عندما تم تنظيمه كجيش دائم وفقًا لمعاهدة كاندي . فقط 6 من الرفاق الثلاثين خدموا في الجيش الدائم. السيد تون رو وبحسب الطلب، حصل الكابتن ني وين على المرتبة رقم 2 في الجيش البورمي الدائم بعد الكابتن ليك، بينما حصل الكابتن زي على المرتبة رقم 3.
1947 سبعة، في 15 ديسمبر، تم تغيير اسم مجموعة القوات الجوية الترفيهية في ميانمار إلى القوات الجوية الميانمارية 1947 في 24 ديسمبر، أعيد تنظيم البحرية الملكية لبورما لتصبح البحرية الميانمارية. كانت السفينة الرائدة الأولى في البحرية هي سفينة مايو الحربية. 1948 وبعد رفع العلم الوطني يوم الأحد 4 يناير، منذ يوم إعلان الاستقلال، قام جيش ميانمار، بحرية ميانمار القوات الجوية البورمية تتفتح كالزهور الجديدة، علمها، بدأ الناس في الظهور بعلاماتهم التجارية الخاصة.

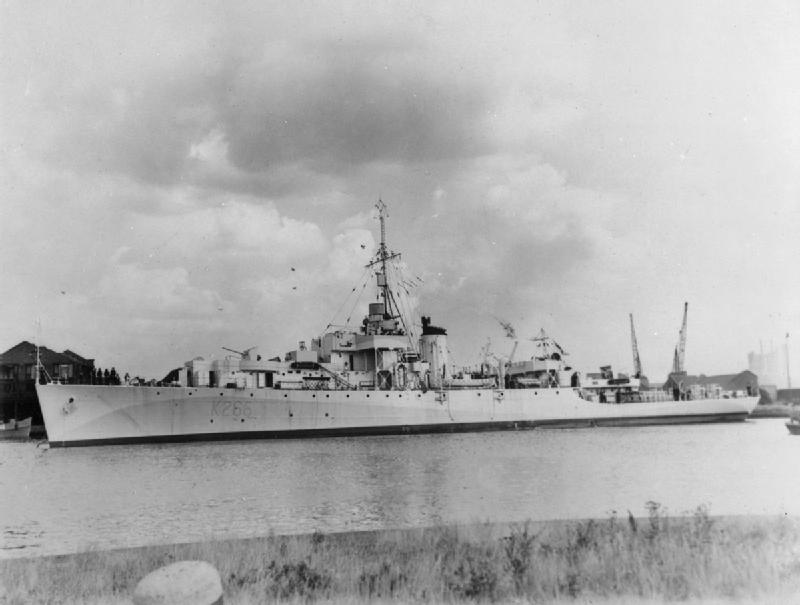
سفينة حربية (مايو)

## الحكام

### رؤساء الدفاع بالجيش
1. الجنرال أونغ سان (1945 إلى 19 يوليو 1947).
2. عميد ركن (19 يوليو 1947 إلى 4 يناير 1948)
3. الجنرال سميث (4 يناير 1948 إلى 31 يناير 1949)
4. الجنرال ني وين (1-2-1949 إلى 20-4-1972)
5. الجنرال سان يو (21 أبريل 1972 إلى 7 مارس 1974)
6. الجنرال سور تين أو (3/8/1974 إلى 3/6/1976)
7. الجنرال تار كياو تين (3/6/1976 إلى 10/3/1985)
8. الجنرال سو ماونج (11/04/1985 إلى 22/04/1992)
9. الجنرال ثان شوي (22 أبريل 1992 إلى 30 مارس 2011)
10. الجنرال مين أونج هلينج  (من 30-3-2011 حتى الآن)وصول أفراد البحرية البورمية إلى إندونيسيا (1960) رئيس أركان الدفاع في الجيش البورمي، كارين جنرال سميث دون (1948 - 1949)

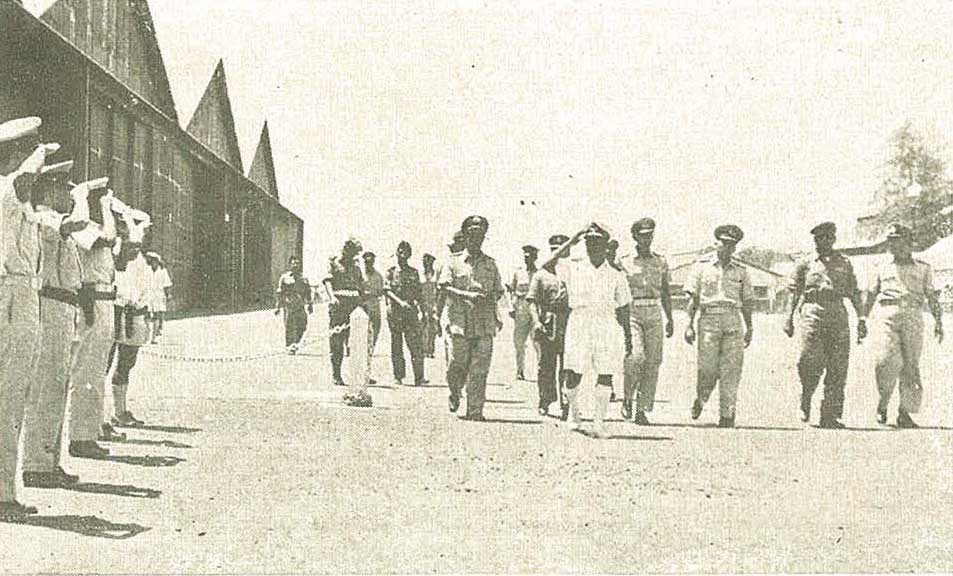
وصول أفراد البحرية البورمية إلى إندونيسيا (1960)

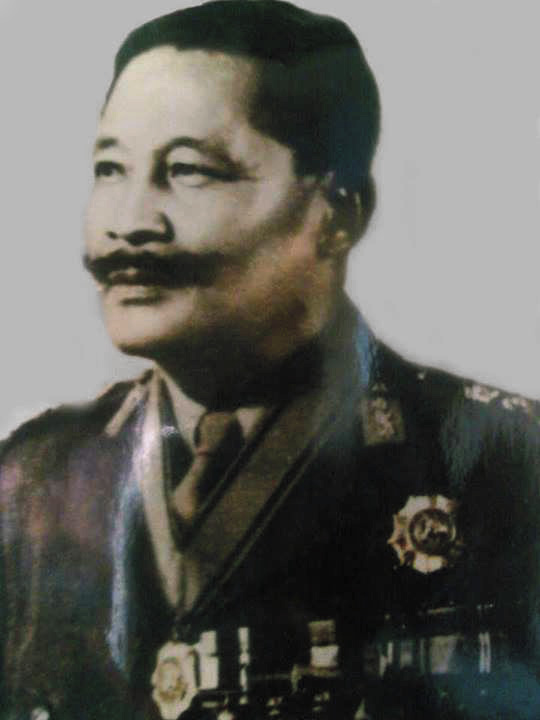
رئيس أركان الدفاع في الجيش البورمي، كارين جنرال سميث دون (1948 - 1949)

### وزراء الدفاع (1947 - حتى الآن)
| بينما | اسم                      | فترة      | فترة      |
| بينما | اسم                      | من        | يلمس      |
| 1     | ملازم                    | 1-8-1947  | 13-9-1948 |
| 2     | يو نو                    | 14-9-1948 | 3-4-1949  |
| 3     | الجنرال ني وين           | 4-4-1949  | 9-9-1950  |
| 4     | يو وين                   | 18-9-1950 | 15-3-1952 |
| 5     | يو با سوي                | 16-3-1952 | 4-6-1958  |
| 6     | الرائد أونغ              | 9-6-1958  | 28-9-1958 |
| 7     | الجنرال ني وين           | 29-9-1958 | 15-3-1960 |
| 8     | يو نو                    | 16-3-1960 | 2-3-1962  |
| 9     | الجنرال ني وين           | 3-3-1962  | 20-4-1972 |
| 10    | الجنرال سانيو            | 21-4-1972 | 7-3-1974  |
| 11    | الجنرال تين أو           | 8-3-1974  | 3-6-1976  |
| 12    | فكر الجنرال تار كياو     | 7-3-1976  | 27-7-1988 |
| 13    | الجنرال سو مونج          | 28-7-1988 | 19-3-1992 |
| 14    | الجنرال ثان شوي          | 20-3-1992 | 29-3-2011 |
| 15    | الفريق هلا مين           | 30-3-2011 | 7-9-2012  |
| 16    | اللفتنانت جنرال واي لوين | 8-9-2012  | 12-8-2015 |
| 17    | الجنرال سين وين الثاني   | 25-8-2015 | 1-2-2021  |
| 18    | الجنرال ميا تون أو       | 1-2-2021  | 3-8-2023  |
| 19    | الأدميرال تين أونج سان   | 3-8-2023  | حتى اليوم |

### القادة العسكريين الحاليين
1. الجنرال مين أونج هلينج - رئيس أركان الجيش
2. الفريق سوي وين - نائب رئيس أركان الدفاع؛ رئيس الدفاع (الجيش)
3. الجنرال تين أونج سان - وزير الدفاع الاتحادي
4. الجنرال ماونج ماونج آي - قائد قيادة التنسيق في تاتماداو (الجيش والبحرية والقوات الجوية)
5. الفريق زاي وين مينت - رئيس أركان الدفاع (على اليمين)
6. الجنرال تون أونغ - رئيس الدفاع (الجوي) [25]

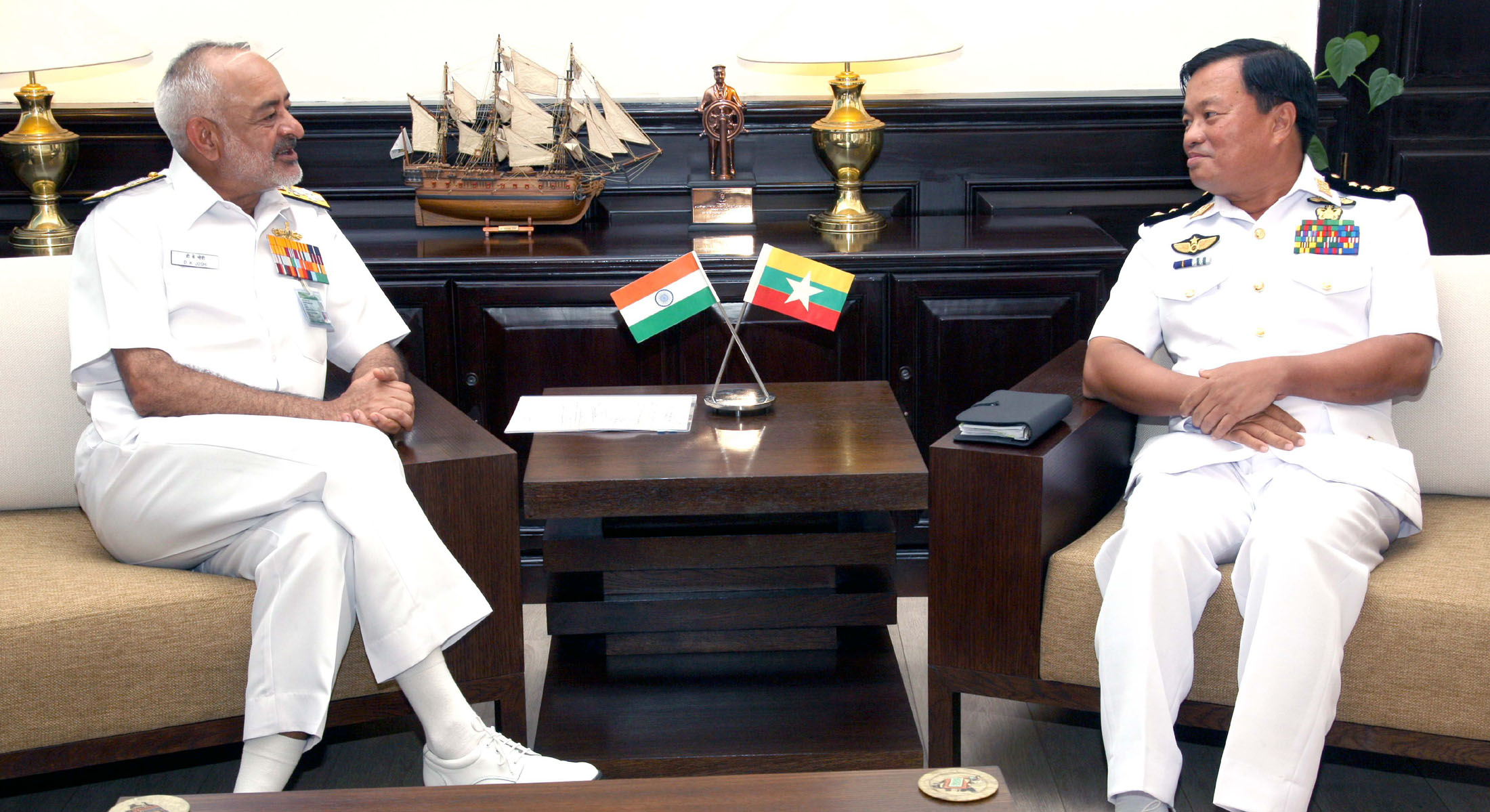
خلال اجتماع رؤساء القوات البحرية بين ميانمار والهند (2013)

### وزارة الدفاع
1948 سبعة، 8 مايو وزارة الدفاع على مقر جيش ميانمار بعد تشكيل المكتب العسكري من خلال الجمع بين مقر البحرية الميانمارية ومقر القوات الجوية الميانمارية، بدأ الرائد لي العمل كوزير. يقع مكتب الوزير ومكتب الأمين الدائم في يانغون. الإبلاغ عن طريق باغودا رقم (77)، وتم نقله وفتحه في مجمع المكاتب العسكرية. مكتب عسكري وفي عام 1952، أصبحت إدارة السكرتير الدائم وزارة الدفاع من مكتب الحرب. واستمرت في دور الأمانة. الشعبة 17 في الأمانة العامة المكونة من 10 موظفين، 135 موظفا قام ما مجموعه 145 شخصًا بواجبات مكتبية.
1956 وفي الأول من يناير، تم تحويل المكتب الحربي إلى وزارة الدفاع. في ذلك الوقت، كان وزير الدفاع يو با سوي . في وزارة الدفاع المعاد تنظيمها، مكتب رئيس أركان الدفاع، مكتب القائد العام مكتب القائد العام الأمانة العامة (الدفاع)؛ مكتب أمانة الموقف العسكري مكتب المفتش العام للجيش مكتب الحسابات (الدفاع) متضمن.
1958 سبعة، من سبتمبر 1960 خلال فترة الحكومة المؤقتة حتى مارس/آذار، عمل الجنرال ني وين بشكل مشترك كرئيس للوزراء ووزير للدفاع. خلال حكومة حزب الاتحاد التي فازت في انتخابات عام 1960، عمل رئيس الوزراء يو نو كوزير للدفاع.
1962 في الثاني من مارس، بعد تولي حكومة المجلس الثوري بقيادة الجنرال ني وين مهامها، تولى الجنرال ني وين، رئيس المجلس الثوري ورئيس أركان الدفاع، منصب وزير الدفاع.
197 2, بيان المجلس الثوري لاتحاد ميانمار رقم 97 بتاريخ 15 مارس وفقاً للنظام الإداري الجديد لوزارة الدفاع تأسست الأمانة العامة في عام 1972. ومن بعد ظهر يوم 15 مارس وزارة الدفاع نظمت في (3) مجموعات فرعية كمكتب الوزير، قامت بمهام مكتبية.
وزارة الدفاع مكتب الوزير 1948 من عام 1978 سبعة، حتى 22 مايو، يانجون بلدة داجون, الإبلاغ عن طريق باغودا رقم 77 كان يقع في باحة وزارة الدفاع عام 1978. في 23 مايو، بلدة مينجالاداونج نيونت، الإبلاغ عن طريق باغودا انتقل المكتب إلى الموقع القديم لجامعة الدفاع الوطني (فندق يوزاناغادين الآن) في رقم 44.
1995 في شهر مارس، من مكتبنا في يانجون، بلدة داجون, وفي عام 2002، تم نقل المكتب إلى الموقع القديم لمديرية التوطين، المزرعة رقم 24، عند زاوية شارع موكو توي وشارع مين كيونغ. 18 أبريل في يوم يانجون، بلدة ماونجوني, طريق جاك آي باغودا، تم نقله إلى Nava Day Win وفتحه.
ثم في عام 2006، 7 فبراير انتقل إلى مكتب Nay Pyi Taw رقم 20 وافتتح في عام 2010. وفي 23 يوليو انتقل المكتب إلى المكتب رقم 24 مرة أخرى.
تختلف وزارة الدفاع عن الوزارات الأخرى. وزارات أخرى لها قسم تحت مؤسَّسة؛ مجالس الوزارة تخضع للقيادة والسيطرة المباشرة للوزارة.
في وزارة الدفاع مكتب الوزير جيش ماء هواء , وهي وزارة موحدة يتم تشكيلها بشكل مشترك من المكاتب الرئيسية ومكاتب مديريات الموظفين. بالإضافة إلى التنسيق فيما بينهم في تنفيذ المهام من المكاتب القيادية داخل الوزارة.
منذ عام 2011 ، مكتب رئيس أركان الدفاع في تاتماداو تخضع الإدارة العسكرية مباشرة لوزارة الدفاع، وترتبط بالحكومة. 2008 وفقًا للدستور، تتمتع التاتماداو بإدارة مستقلة، ولكن يحكمها مجلس الدفاع الوطني والأمن المكون من 11 عضوًا برئاسة الرئيس . تولي القيادة بموجب هذه السياسة. حرس الحدود هي جماعة مسلحة تدار مباشرة من قبل وزارة الدفاع في ميانمار .

## الأحكام القانونية
دستور جمهورية ميانمار (2008) الفصل (7)، وفقًا لأحكام القانون الواردة في فصل التاتماداو، فإن التاتماداو هي القوة المسلحة الرئيسية للدفاع الوطني. الدولة والمحلية ويجب على التاتماداو أن يأخذ زمام المبادرة في الحماية من التهديدات الخارجية. إذا وقعت كارثة على الدولة ومواطنيها، فيجب على التاتماداو تقديم المساعدة. رئيس مجلس الدفاع الوطني والأمن ويعين رئيس أركان الدفاع ويكلف بالتوصية.

### قانون الجيش
الرئيس مان وين مونج في عام 1959 في 29 سبتمبر، صدر قانون القوات المسلحة الميانمارية (الجيش)، أو 1947 قانون (الانضباط) لجيش ميانمار أو 1947 تم إلغاء قانون (الانضباط) لجيش ميانمار (الجوي) في عام 1959. القانون العسكري أرشفة 8 أغسطس 2022 في آلة Wayback .. تم الإعلان عن. التعيين كضابط في الجريدة الرسمية في قانون الجيش والتسجيل كخدمة عسكرية؛ شروط الخدمة؛ فوائد الخدمة العسكرية؛ الجرائم العقوبات. إجراء الإجراءات الجنائية قبل الاعتقال والمحاكمة؛ إجراءات المحكمة العسكرية تنفيذ العقوبات؛ العفو, العفو وتعليق الأحكام؛ أحكام خاصة تتعلق بالسفن؛ والقواعد المدرجة.

### المحاكم العسكرية
1959 هناك أربعة أنواع من المحاكم العسكرية بموجب قانون الجيش -
- (أ) المحكمة العسكرية العليا؛
- (ب) المحكمة العسكرية؛
- (ج) مع المحكمة العليا
- (د) المحكمة العسكرية.

في مختلف المحاكم العليا، بالإضافة إلى مشاركة ضابط قانون عسكري، محاكم عسكرية مختلفة أو تضم كل محكمة عليا ضابط قانون عسكري. محكمة عسكرية مختلف الأعضاء وضباط الأحكام العرفية؛ قبل أن تبدأ المحاكمة، أو القسم سواء كان الوعد أو الحقيقة كان عليه أن يفعل. يقع مكتب كبير الضباط العسكريين بوزارة الدفاع في ناي بي تاو.

### سياسة
2008 وبحسب الدستور فإن عدد البرلمانيين في كل برلمان 25% بمعنى آخر، حصل التاتماداو على 25% من المقعد التشريعي، وهو الذي يتمتع بسلطة منع جميع التعديلات الدستورية، ويتم اختيار وتعيين أعضاء البرلمان من التاتماداو مباشرة من قبل القائد الأعلى للقوات المسلحة. 2008 وبحسب الدستور فإن الجيش هو الحكومة المدنية المنتخبة بالاقتراع الشعبي. وهي منظمة لها الحق في الحكم الذاتي دون أن تكون تحت إشراف ورقابة. دافع يمكنه التحكم في 3 (3) وزارات مثل شؤون الحدود والشؤون الداخلية؛ من هذه الإدارات ويخدم رؤساء الوزراء أيضًا ضباطًا عسكريين يختارهم القائد الأعلى.
هناك قاعدة مفادها أن أفراد عائلات العسكريين لا يشاركون في السياسة الحزبية. خلال فترة نضال بورما من أجل الاستقلال، انقسمت الأيديولوجيات داخل التاتماداو، وكان لبعض كتائب التاتماداو تاريخ من الاختباء. المشاركة في الأنشطة السياسية الحزبية؛ المعارضة غير الراغبة لأنشطة حكومة ميانمار والتاتماداو؛ الدعاية التحفيزية؛ مناقشة جماعية؛ التحريض على الفتنة محظور. ومع ذلك، كحق للمواطن، يُسمح للأفراد العسكريين بالتصويت بحرية، ولهم الحرية في التصويت لأي حزب من اختيارهم.  ومع ذلك، الأفراد العسكريين وعائلات العسكريين في عام 2010 وفي انتخابات 2015 والانتخابات الفرعية، كان عليهم التصويت في مراكز الاقتراع في معسكرات الجيش تحت إشراف رؤسائهم. كما تم التشكيك في الشفافية، حيث أن معظم مراكز الاقتراع في القواعد العسكرية محظورة على مراقبي الانتخابات لأسباب أمنية.  في فبراير 2020، وافق حزب هلوتاو الشعبي وهلوتاو الوطني على "تعديل قواعد انتخاب جميع هلوتاو" لوضع مراكز الاقتراع العسكرية الداخلية في مكان مناسب خارج وحدات الكتيبة بدءًا من الانتخابات العامة لعام 2020، سُمح للأفراد العسكريين وأفراد عائلاتهم بالتصويت في مراكز الاقتراع العسكرية الخارجية.

## الوحدات الفرعية

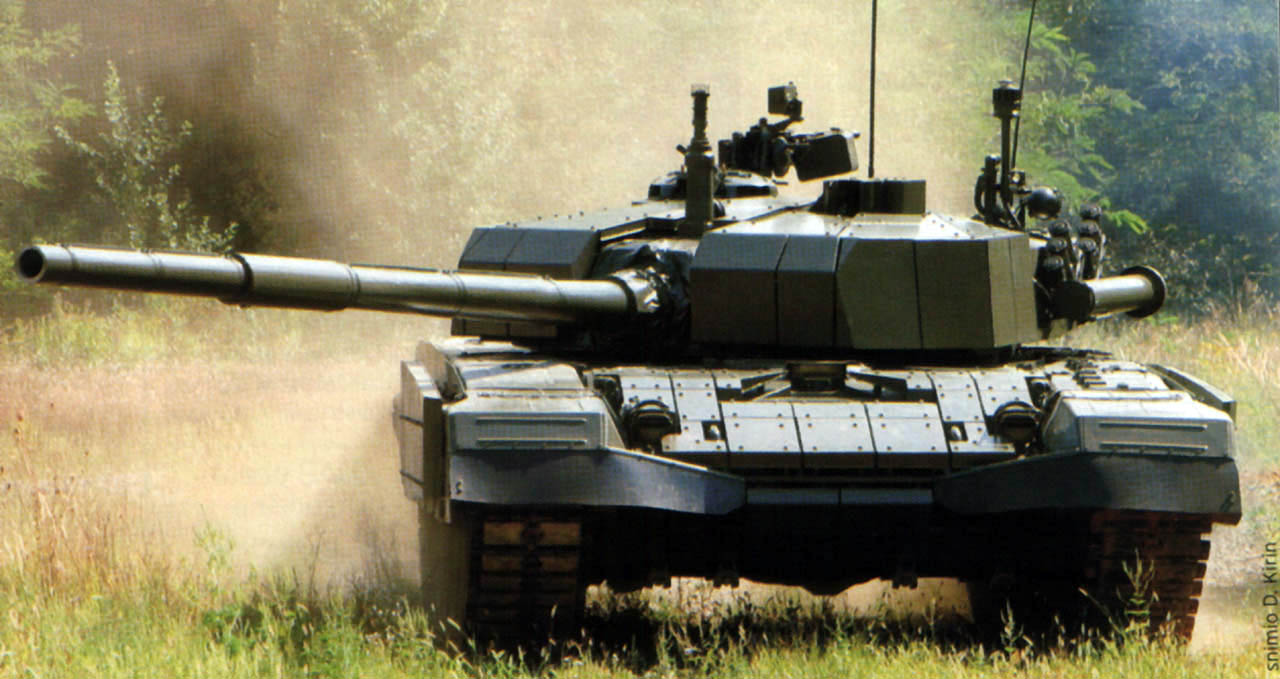
دبابة جيش ميانمار T-72S

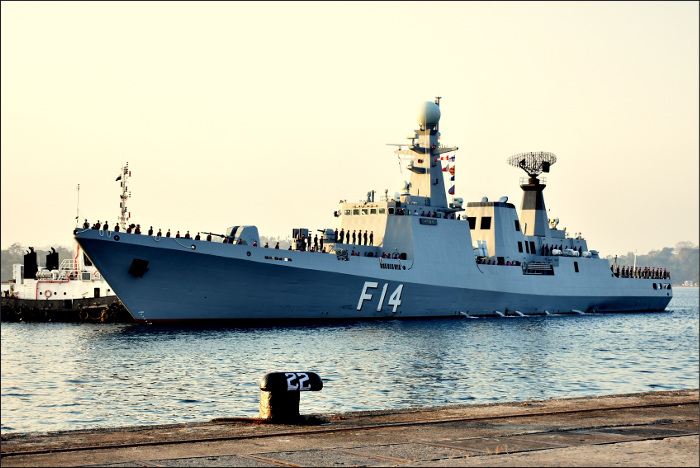
أما باقي السفن الحربية فهي من نوع الجندي

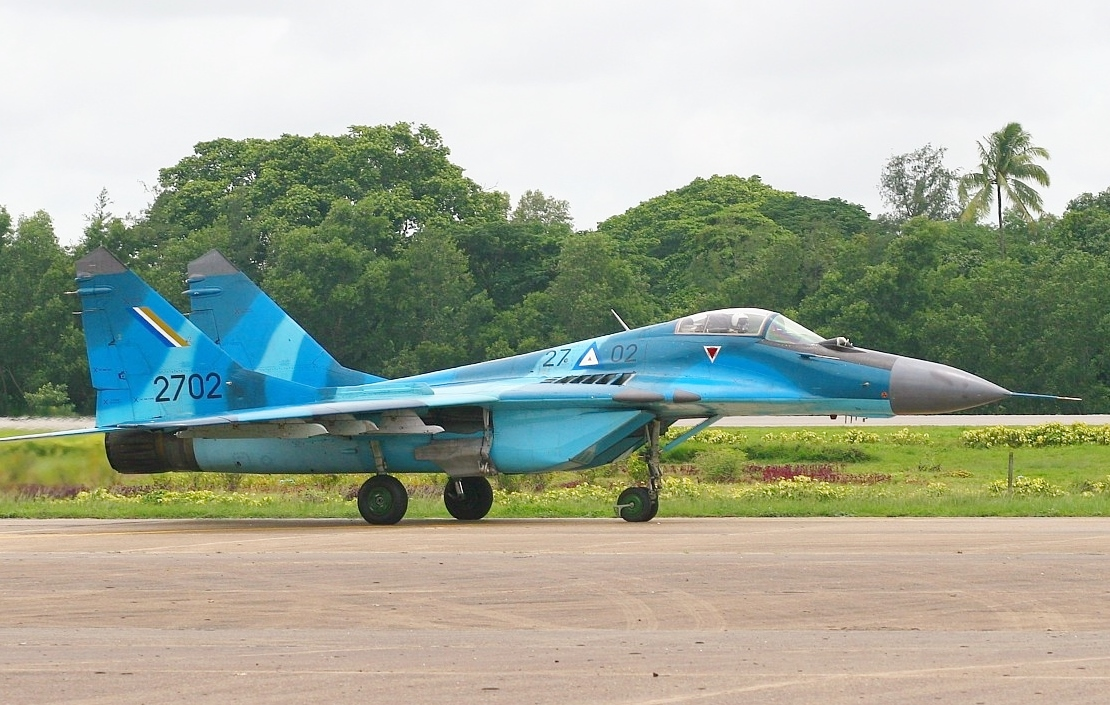
طائرة مقاتلة متعددة المهام روسية الصنع من طراز Mi-29 (مطار ميان دوم)

- عسكري (جيش)
- العسكرية (المياه)
- الجيش (الهواء)
- خفر السواحل
- شرطة ميانمار

## بناء

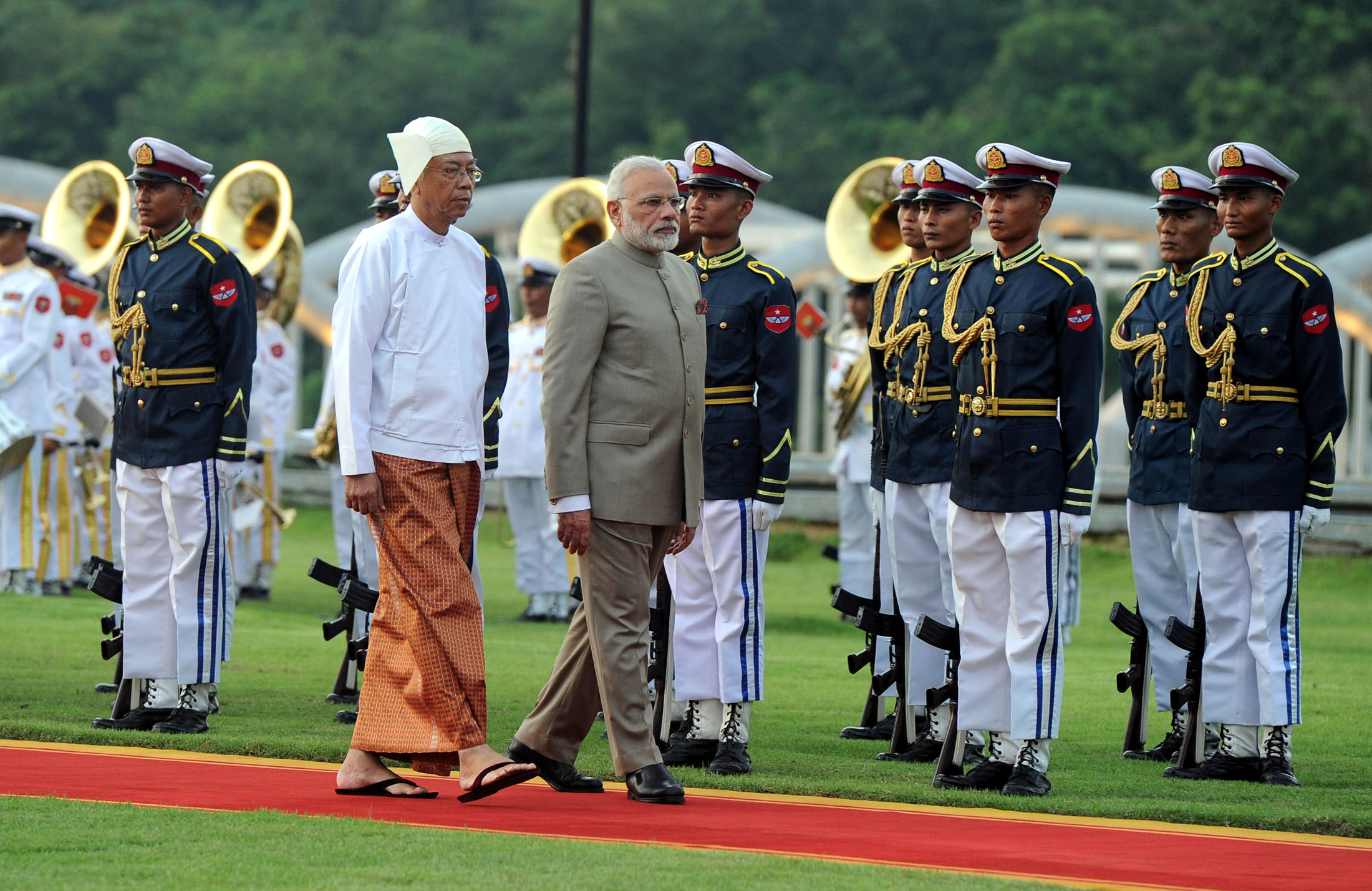
أثناء رؤية حرس الشرف الجوي في القصر الرئاسي (2017)

وفي العصور القديمة كان كل خمسة جنود يأكلون وعاء واحداً ويشرف عليهم رقيب. وفوق ذلك شرب الدم. شارب الدم يطيع هناك مستويات مثل التخصص. رتبة قائد عام. العام أعلاه هو الرائد.
الجزء الأكثر أهمية في الهيكل العسكري الحالي هو الروح المعنوية. وفقًا للهيكل، تتكون الوحدة الأولى من مجموعتين يرأسهما عريف ملازم يتكون كل منهما من 4 أفراد. كل وحدة (1) قوتها عشرة (10) ويقودها رقيب. إذا كان هناك ثلاث (3) وحدات، يتم تعيينها كوحدة واحدة (1) ويقودها نقيب (أو ملازم). يتم تعيين كل فصيلة (3) كشركة (1) ويقودها رائد (أو نقيب). (3) العقل (1) (3) المجموعة (1) هي شكل من أشكال التقسيم. على غرار هيكل الجيش الأمريكي . في كتائب المشاة/المشاة الفرقة القتالية (4) وفرقة المقر (1) يقود ما مجموعه خمس (5) شركات مقدم ورائد يقدم الدعم الإداري. في فرقة المقر، تدعم الكتيبة فصيلة مدفعية؛ أسطول السيارات وتضم فصيلة طبية، وما إلى ذلك، ويقودها رائد بصفته قائد سرية المقر.
من فوج المشاة / المشاة القوة الهيكلية : (31) ضابطاً . مستوى آخر (826) المجموع (857) شخصا. لكن بسبب فصل الكتائب عن الكتائب الأصلية وتوسيعها، تم تشكيل جميع الكتائب تقريبًا. لا يوجد سوى ربع (الضباط، الرتب الأخرى - حوالي 200).
يتم تجميع ما لا يقل عن ثلاث (3) كتائب مشاة/مشاة وتتولى قيادتها قيادة العمليات التكتيكية (NABAH) (أو المجموعة الإستراتيجية العسكرية (بازة)/المجموعة الإستراتيجية العسكرية).

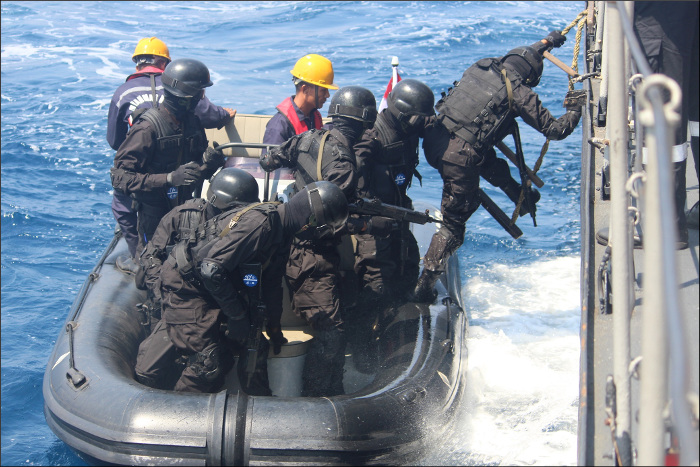
مناورات بحرية لجيش ميانمار

يتم تجميع 10 كتائب مشاة/مشاة معًا وتعيينها كمقر قيادة فرقة مشاة (أو مقر قيادة العمليات) ويقودها عميد (أو عقيد). كل مقر قيادة فرقة مشاة (TAH) (أو مقر قيادة العمليات) لديه (3) فرق قيادة العمليات التكتيكية (TACs) يقود كل منها عقيد (أو مقدم). وفقًا للوضع العسكري، يوجد 14 (14) مقرًا عسكريًا إقليميًا بقيادة جنرال. من المقر العسكري تحت قيادة عقيد (أو مقدم) توجد الإستراتيجية العسكرية التكتيكية (السبخة) والاستراتيجية العسكرية التكتيكية.
البلدات مثل الخرائط المدنية في الإدارة العسكرية. يصرف تنقسم حدود ميانمار إلى (14) مقرًا عسكريًا إقليميًا، وليس حسب التقسيم/المقاطعة، وتندرج تحتها الكانتونات والبلدات والمدن. تم تعيين المعسكرات. يتعين على القادة العسكريين إدارة جميع الكتائب/القوات داخل الحدود المعنية من خلال البلدات (أو المعسكرات). القائد العام للفرقة العسكرية الذي دخل أراضيه العسكرية، كما تولى قيادة الجيش. يضم مقر فرقة المشاة (أو مقر القيادة العملياتية) 10 كتائب تحت قيادته، لكن مقر القيادة الإقليمية ومقر القيادة الإقليمية لديهما أعداد مختلفة من الكتائب التابعة اعتمادًا على موقعها.
في النصف الثاني من عام 2006، أعيد تنظيم التاتماداو مع قادة إقليميين جدد، وتم نقل مقر التاتماداو (الجيش والبحرية والقوات الجوية) من يانجون إلى ناي بي تاو .

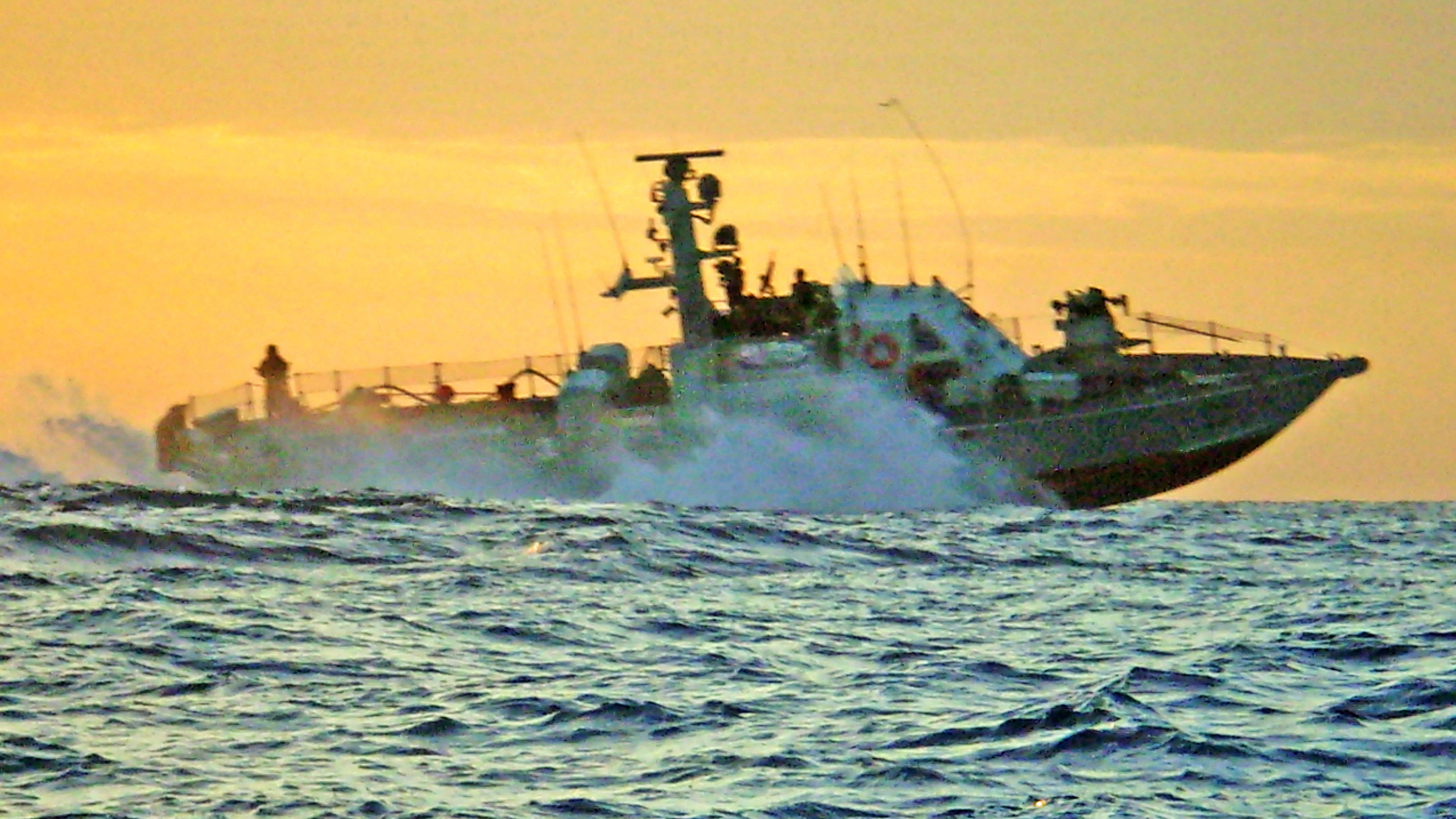
سفينة حربية إسرائيلية الصنع فائقة السرعة Super Dvora MK III تستخدمها البحرية البورمية

### عسكري (جيش)
من الجيش الرئيس هو "رئيس أركان الدفاع الثاني/رئيس الدفاع (الجيش)" وفوق هذا المنصب في التاتماداو لا يوجد سوى "رئيس أركان الدفاع". من الجيش يتضمن الهيكل ما يلي:
- مكتب رئيس أركان الدفاع الثاني / مكتب رئيس أركان الدفاع (الجيش).
- مكاتب رئيس الأركان / العسكري / قائد التموين العام.
- رئيس مكتب الدفاع (الجيش)؛ فرق العمليات (الخاصة).
- مكاتب رئيس الأركان/فيلق الجيش.
- مكتب القائد الأعلى للدفاع (الجيش)؛ مديريات الأسلحة/هيئة الأركان.
- المقر - (14).
- مقر فرقة المشاة – (10).
- مقر قيادة العمليات - (20).
- مقر القيادة الإقليمية - (6).

#### 1. مكتب نائب رئيس أركان الدفاع / مكتب رئيس أركان الدفاع (الجيش)
وهو أعلى مكتب في التاتماداو (الجيش) وجميع وحدات الجيش تخضع لقيادة هذا المكتب. من حيث التعيين، " نائب رئيس أركان الدفاع/رئيس أركان الدفاع (الجيش)" هو أعلى منصب، وعادةً ما يتم تعيين منصب " رئيس أركان الدفاع" فقط من قبل كبار ضباط " الجيش (الجيش) ". بالإضافة إلى ذلك، فإن الوظائف الإدارية للتاتماداو (المياه) والتاتماداو (الهواء) مثل المهام العسكرية، بمعنى آخر يمكن القول أنه في الهيكل الإداري يكون فوق KA (الماء) و KA (الهواء). بالإضافة إلى ذلك، يجب الإبلاغ عن ظروف العمل الإدارية لجميع أفراد التاتماداو (الجيش/البحرية/الجو) إلى " مكتب القائد الأعلى للقوات المسلحة ". ولذلك، فإن هيكل التاتماداو (الجيش) واسع ومعقد. الإدارات والإدارات الرئيسية داخل المكتب المسؤولة عن العمليات المكتبية للجيش (الجيش) هي -
1. قسم العمليات
  1. رقم (1) مجموعة العمليات (الخاصة) .
  2. رقم (2) مجموعة العمليات (الخاصة) .
  3. رقم (3) مجموعة العمليات (الخاصة) .
  4. رقم (4) مجموعة العمليات (الخاصة) .
  5. رقم (5) مجموعة العمليات (الخاصة) .
  6. رقم (6) مجموعة العمليات (الخاصة) .
2. مكتب رئيس الأركان العسكرية
3. مكتب رئيس الأركان (الجيش)
  1. قسم العمليات
  2. قسم المسؤولية
  3. معهد البحوث
4. مركز تاتماداو لأبحاث العلوم والتكنولوجيا ( ملاحظة - إنه ليس قسمًا رئيسيًا داخل المكتب، ولكنه مقر يخضع لقيادة الجيش مباشرة)

#### 2. مكتب القائد العام
كاكراي مسؤول بشكل رئيسي عن تخطيط وتوجيه الشؤون العسكرية. يوجد كبار المسؤولين التاليين في قسم الأعمال في هذا المكتب. أدناه –
1. مكتب النائب العام
2. مكتب رئيس مفتشي الجيش
3. مكتب المراجع العام (الجيش/البحرية/الجو)

ورئيس الأركان مسؤول بشكل رئيسي عن إدارة وتوجيه الشؤون العسكرية. "كايا ، يدعم "كانيت وكاكالياب" ذراع/موظفو هذا المكتب. تحت القيادة المباشرة.

#### 4. مكتب كبير ضباط التدريب العسكري
الجامعات العسكرية في مجال التدريب والأنشطة ذات الصلة؛ كافة المعاهد التدريبية التابعة لهذا المكتب تحت القيادة المباشرة.

#### 5. مكتب القائد العام للأمن العسكري
18 أكتوبر 2004 وقد تم إلغاء مكتب الدراسات الاستراتيجية واستخبارات جهاز الدفاع منذ إقالة الجنرال خين نيونت . وفي نهاية عام 2004، أنشئ مكتب كبير ضباط الأمن للشؤون العسكرية ليحل محل مكتب كبير ضباط المخابرات في التاتماداو، الذي تم إلغاؤه في عام 2004. القوات المساعدة للأمن العسكري؛ في 1 يناير 2015، أعيد تنظيم أكاديميات أمن الشؤون العسكرية وقوات أمن الشؤون العسكرية التابعة للمقر العسكري الإقليمي. مكتب كبير ضباط الأمن للشؤون العسكرية وفقا للهيكل، هناك 6 مقرات رئيسية. هم -
1. قسم التخطيط والإدارة
2. قسم التدريب
3. إدارة الشؤون العسكرية والأمنية (محلي)
4. إدارة الشؤون العسكرية والأمنية (في الخارج)
5. إدارة الشؤون العسكرية والأمنية (العداد)
6. إدارة الشؤون العسكرية والأمنية (التكنولوجيا).[31]

#### 6. مكتب رئيس ضباط الدفاع الجوي

##### مقر عمليات الدفاع الجوي - (9).
- رقم (1) مقر قيادة عمليات الدفاع الجوي
- رقم (2) مقر قيادة عمليات الدفاع الجوي
- رقم (3) مقر قيادة عمليات الدفاع الجوي
- رقم (4) مقر قيادة عمليات الدفاع الجوي
- رقم (5) مقر قيادة عمليات الدفاع الجوي
- رقم (7) مقر قيادة عمليات الدفاع الجوي
- رقم (8) مقر قيادة عمليات الدفاع الجوي
- رقم (9) مقر قيادة عمليات الدفاع الجوي

#### 9. مديرية الهندسة العسكرية
- مقر عمليات البناء الخاصة - (1)

#### 11. مديرية الاتصالات

##### بناء
- مديرية الاتصالات
- مقر تصنيع وأبحاث معدات الاتصالات
- كلية الاتصالات العسكرية والإلكترونيات
- كتائب الاتصالات
- كتائب الاتصالات المتقدمة
- كتائب الحرب الإلكترونية للدفاع الجوي
- كتائب ارتباط الدفاع الجوي
- قوات أمن الاتصالات
- قوات ورشة الاتصالات
- قوات التحكم في معدات الاتصالات

#### 25. مكتب مراقبة الجيش

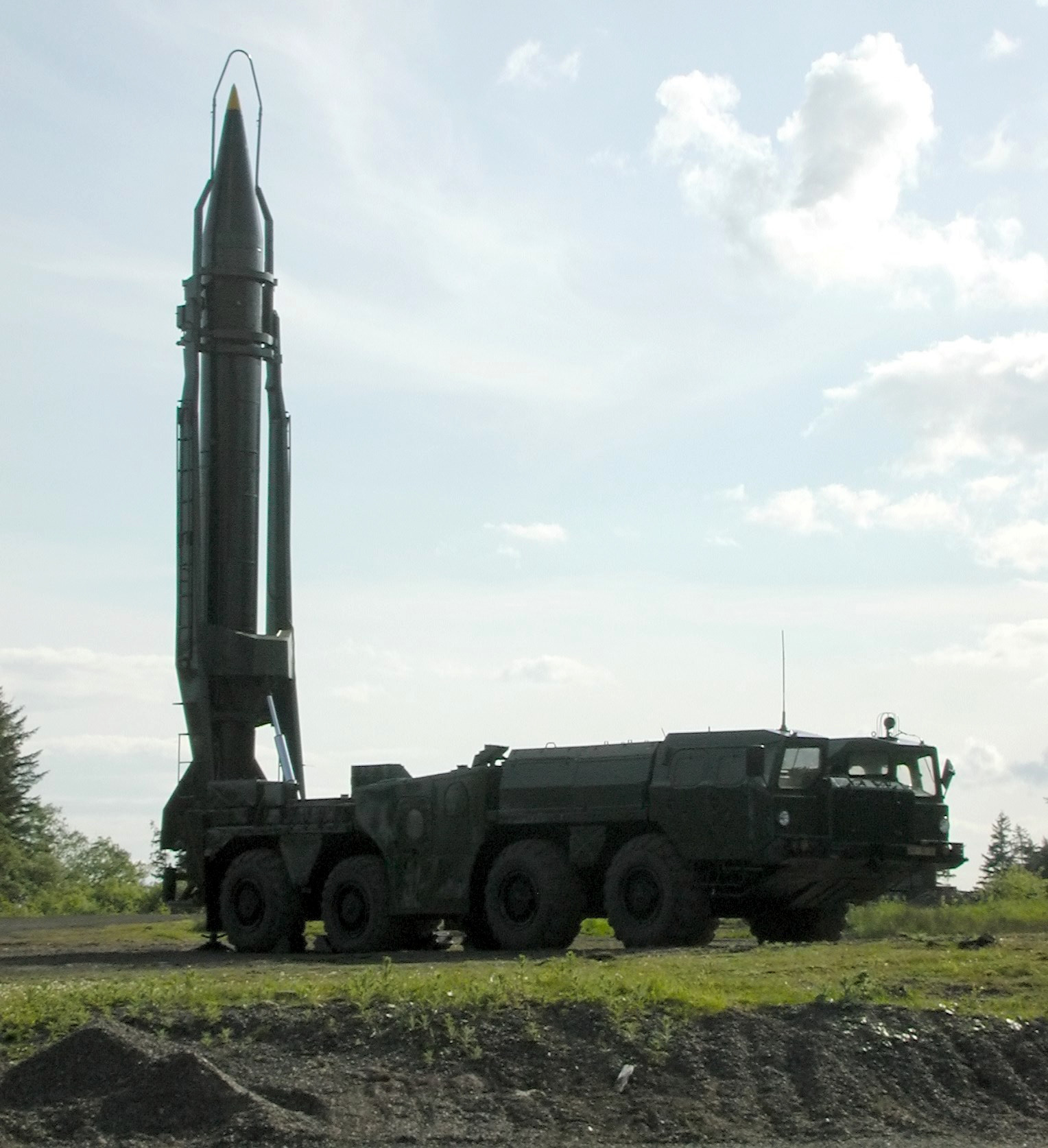
صاروخ باليستي من طراز Hwasong-6 قادر على إطلاق أكثر من 300 ميل

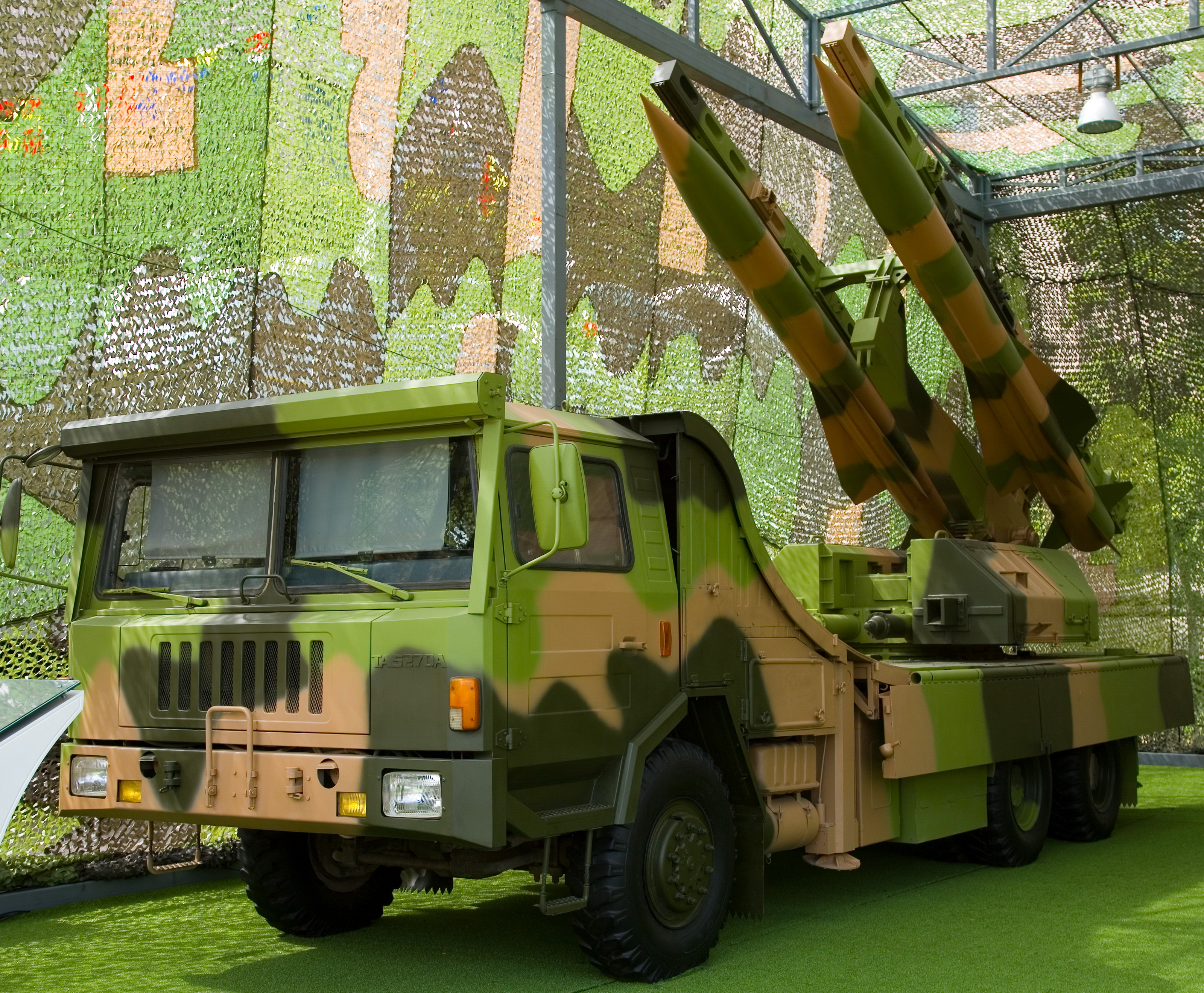
تستخدم قوات الدفاع الجوي صاروخ الدفاع الجوي KS-1A

#### 13. مديرية القوات المدرعة
- مقر قيادة العمليات المدرعة - (5).

#### 14. مكتب مدير الذخائر

##### مقر قيادة المدفعية (10).
- رقم (505) مقر قيادة المدفعية
- رقم (606) مقر قيادة المدفعية
- رقم (707) مقر قيادة المدفعية
- رقم (808) مقر قيادة المدفعية
- رقم (909) مقر قيادة المدفعية
- رقم (901) مقر قيادة المدفعية
- رقم (902) مقر قيادة المدفعية
- رقم (903) مقر قيادة المدفعية
- رقم (904) مقر قيادة المدفعية
- رقم (905) مقر قيادة المدفعية

#### 15. مديرية القوات الصاروخية[32]
- مقر قيادة الصواريخ - (1).

#### 26. المقر العسكري
القادة العسكريون الإقليميون مسؤولون عن الأمور التشغيلية للطوائف المعنية. تحت القيادة وبقية الأنشطة (الرئيس / السكرتير / المساعد)، يقدمون تقاريرهم مباشرة إلى مكاتب كبار الضباط ذات الصلة. المقرات العسكرية التابعة لمكتب القائد الأعلى (الجيش) هي كما يلي
1. القيادة الشمالية
2. القيادة الإقليمية الشمالية الشرقية
3. قيادة الشرق الأوسط
4. القيادة الشرقية
5. القيادة الإقليمية الجنوبية الشرقية
6. القيادة الجنوبية
7. القيادة الإقليمية الجنوبية الغربية
8. المقر العسكري الإقليمي الغربي
9. القيادة الإقليمية الشمالية الغربية
10. القيادة المركزية
11. المقر العسكري الإقليمي في ناي بي تاو
12. المقر العسكري لمنطقة يانغون
13. المثلث المقر العسكري الإقليمي
14. المقر العسكري الإقليمي الساحلي

#### 27. مقر فرقة المشاة
مقر فرقة المشاة التابعة لمكتب القائد الأعلى للدفاع (الجيش) هي كما يلي -
1. رقم (11) مقر فرقة المشاة
2. رقم (22) مقر فرقة المشاة
3. رقم (33) مقر فرقة المشاة
4. رقم (44) مقر فرقة المشاة
5. رقم (55) مقر فرقة المشاة
6. رقم (66) مقر فرقة المشاة
7. رقم (77) مقر فرقة المشاة
8. رقم (88) مقر فرقة المشاة
9. رقم (99) مقر فرقة المشاة
10. رقم (101) مقر فرقة المشاة

#### 28. مقر قيادة العمليات
تم حالياً إنشاء (17) مركز قيادة عملياتي وهي كالتالي -
1. رقم (1) مقر قيادة العمليات
2. رقم (2) مقر قيادة العمليات
3. رقم (5) مقر قيادة العمليات
4. رقم (6) مقر قيادة العمليات
5. رقم (7) مقر قيادة العمليات
6. رقم (8) مقر قيادة العمليات
7. رقم (9) مقر قيادة العمليات
8. رقم (10) مقر قيادة العملية
9. رقم (12) مقر قيادة العملية
10. رقم (13) مقر قيادة العملية
11. رقم (14) مقر قيادة العملية
12. رقم (15) مقر قيادة العملية
13. رقم (17) مقر قيادة العمليات
14. رقم (18) مقر قيادة العمليات
15. رقم (19) مقر قيادة العملية
16. رقم (20) مقر قيادة العمليات
17. رقم (21) مقر قيادة العملية

#### 29. مقر القيادة الإقليمية
يتعين على قيادة القيادة الإقليمية (DCAs) توفير الإدارة الفعالة نيابة عن مقر القيادة الإقليمية للقوات في المناطق البعيدة عن مقر القيادة الإقليمية. تم افتتاحه بهدف السيطرة على المناطق ذات الأهمية الاستراتيجية ولكن لا تحتاج إلى فتحها كمقرات عسكرية جديدة. مقر القيادة الإقليمية ضابط كبير برتبة عميد مسؤول كقائد للمقر. ويختلف عدد الكتائب التابعة لمقر القيادة الإقليمية من كتيبة إلى أخرى بحسب موقع الجيش. مقر فرقة المشاة لا توجد كتيبة مشاة/ مشاة (10) مثل مقر قيادة العمليات، لكن الفرق هو أن القادة الآخرين، يتمتع الولاة بسلطة لا يتمتع بها الولاة. وله الحق في القيادة والسيطرة على القوات التي تدخل وتعمل في المنطقة تحت قيادة داكسا. يوجد حاليًا (6) مقار قيادة إقليمية تم إنشاؤها وهي على النحو التالي -
1. مقر القيادة الإقليمية (تابع)
2. مقر القيادة الإقليمية (العسكرية)
3. مقر القيادة الإقليمية (تاناي)
4. مقر القيادة الإقليمية (المقاطعة)
5. مقر القيادة الإقليمية (لويكور)
6. مقر القيادة الإقليمية (لوك كاي)

#### 30. مقر لواء المشاة
هناك ثلاثة (3) مقرات لألوية مشاة تم إعدادها وتغييرها من مستوى مقر القيادة العملياتية إلى مستوى اللواء -
1. رقم (3) مقر فرقة المشاة
2. مقر فرقة المشاة الرابعة
3. رقم (16) مقر فرقة المشاة

#### 31. تاتماداو (الجيش) القوات الخاصة
من الجيش هناك قوتان (2) خاصتان تم تشكيلهما لتنفيذ العمليات الخاصة -
1. فرقة مكافحة الإرهاب
2. قوات الأمن الخاصة التابعة للجيش (SSF)

#### 32. قوات الجيش بدون طيار
1. قوة الطائرات بدون طيار العسكرية
2. قوة الطائرات بدون طيار للجيش (العداد)
3. مقر قيادة قوة الطائرات بدون طيار
4. فيلق إعداد وتكنولوجيا الطائرات بدون طيار

### العسكرية (المياه)

#### بناء
- مكتب القائد العام للدفاع (المياه)، وزارة الدفاع (ناي بي تاو) (KAK(R))
- مقر القيادة البحرية الاستراتيجية (ناي بي تاو)
- مقر التدريب البحري (ميناء ناونجتو)
- مقر بناء السفن البحرية (ثان يون)
- مقر المحطة البحرية
- الأساطيل البحرية الاستراتيجية
- أفواج بحرية
- ميانمار البحرية الأختام

##### مقر المحطة البحرية
- مقر محطة إيراوادي البحرية
- مقر محطة موراواتي البحرية
- مقر محطة دانياواتي البحرية
- مقر قاعدة بامواتي البحرية
- مقر قاعدة تانينثاري البحرية

### الجيش (الهواء)

#### بناء
- مكتب القائد الأعلى للدفاع (الجوي)؛ وزارة الدفاع (ناي بي تاو)
- مقر إنتاج وتحضير الطائرات (مونيادون / ميثيلا)
- قاعدة التدريب الأرضية الجوية (ميثيلا)
- مقر القاعدة الجوية للتدريب على الطيران (شانتي)
- مقر قاعدة القوات الجوية

##### مقر قاعدة القوات الجوية
- مقر قاعدة موندال دوم الجوية
- مقر قاعدة ماجابي للقوات الجوية
- مقر قاعدة ميثيلا الجوية
- مقر قاعدة تونغ نو الجوية
- مقر قاعدة مييك الجوية
- مقر قاعدة مييتكيينا الجوية
- مقر قاعدة ماجوي للقوات الجوية
- مقر قاعدة باثين الجوية
- مقر قاعدة هاملين الجوية
- مقر قاعدة نامسام للقوات الجوية

## جيش ميانمار شروط المنصب والرتبة

### التعيينات (المناصب) العسكرية
1. တပ်မတော်ကာကွယ်ရေးဦးစီးချုပ် (Commander in Chief of Defense Services)
2. ဒုတိယတပ်မတော်ကာကွယ်ရေးဦးစီးချုပ် (Deputy Commander in Chief of Defense Services)
3. ကာကွယ်ရေးဝန်ကြီးဌာန ပြည်ထောင်စုဝန်ကြီး (Minster of Ministry of Defense)
4. ညှိနှိုင်းကွပ်ကဲရေးမှူး (ကြည်း၊ရေ၊လေ) (Joint Chief of Staff (Army, Navy ,Air Force))
5. ကာကွယ်ရေး ဦးစီးချုပ် (ကြည်း) (Commander in Chief (Army))
6. ကာကွယ်ရေး ဦးစီးချုပ် (ရေ) (Commander in Chief (Navy))
7. ကာကွယ်ရေး ဦးစီးချုပ် (လေ) (Commander in Chief (Air Force))
8. စစ်ဆင်ရေးအထူအဖွဲ့မှူး (Chief of Special Operation Bureau)
9. စစ်ရေးချုပ် (Adjutant General)
10. စစ်ထောက်ချုပ် (Quartermaster General)
11. စစ်ရာထူးခန့်ချုပ် (Military Appointments General)
12. စစ်ဥပဒေချုပ် (Judge Advocate General)
13. စစ်ဘက်ရေးရာလုံခြုံရေးအရာရှိချုပ် (Chief of Military Affair Security)
14. တပ်မတော်လေ့ကျင့်ရေးအရာရှိချုပ် (Military Training General)
15. တပ်မတော်စစ်ဆေးရေး အရာရှိချုပ် (Defense Services Inspector General)
16. လေကြောင်းရန်ကာကွယ်ရေးအရာရှိချုပ် (Chief of Air Defense)
17. ကာကွယ်ရေးပစ္စည်းထုတ်လုပ်ရေးအရာရှိချုပ် (Chief of Defense Equipment Production)
18. စစ်ဦးစီးအရာရှိချုပ် (ကြည်း) (Chief of Staff (Army))
19. စစ်ဦးစီး အရာရှိချုပ် (ရေ) (Chief of Staff (Navy))
20. စစ်ဦးစီး အရာရှိချုပ် (လေ) (Chief of Staff (Air Force))
21. တွဲဖက်စစ်ရေးချုပ် (Vice Adjutant General)
22. တွဲဖက်စစ်ထောက်ချုပ် (Vice Quartermaster General)
23. တိုင်းမှူးများ (Regional Commander)
24. တပ်ထိန်းချုပ် (Provost Marshal)
25. စစ်လက်နက်ပစ္စည်းညွှန်ကြားရေးမှူး (Director of Ordinance)
26. စစ်အင်ဂျင်နီယာ ညွှန်ကြားရေးမှူး (Director of Military Engineers)
27. ဆေးဝန်ထမ်း ညွှန်ကြားရေးမှူး (Director of Medical Services)
28. ဆက်သွယ်ရေး ညွှန်ကြားရေးမှူး (Director of Signal)
29. ပစ္စည်းဝယ်ယူမှု ညွှန်ကြားရေးမှူး (Director of Defense Services Procurement)
30. လုံခြုံရေးနှင့်ဆိုင်သောပုံနှိပ်လုပ်ငန်းညွှန်ကြားရေးမှူး (Director of Security Printing)
31. ပြည်သူ့စစ်နှင့် နယ်ခြားစောင့်တပ်များ ညွှန်ကြားရေးမှူး (Director of People's Militias and Border Troops)
32. ပြည်သူ့ဆက်ဆံရေးနှင့်စိတ်ဓာတ်စစ်ဆင်ရေး ညွှန်ကြားရေးမှူး (Director of Public Relations and Psychological Welfare)
33. ပြန်လည်နေရာချထားရေး ညွှန်ကြားရေးမှူး (Director of Resettlement)
34. သံချပ်ကာယန္တရားတပ်ဖွဲ့ ညွှန်ကြားရေးမှူး (Director of Armor)
35. အမြောက်တပ်ဖွဲ့ ညွှန်ကြားရေးမှူး (Director of Artillery)
36. ဒုံးတပ်ဖွဲ့ညွှန်ကြားရေးမှူး (Director of Ordnance)
37. ထောက်ပံ့ရေးနှင့်ပို့ဆောင်ရေးညွှန်ကြားရေးမှူး (Director of Supply and Transport)
38. အင်အားဖြည့်တင်းရေးညွှန်ကြားရေးမှူး
39. ကျောင်းအုပ်ကြီး (နကတ/ ဥစတ/ စတသ)  (Commandant)
40. တိုင်းဦးစီး (Regional Chief Staff)
41. ဒုတိယတိုင်းမှူး (Deputy  Regional Commander)
42. ကျောင်းအုပ်ကြီး (တနတ/ တဆတ/ တသဆ/ ဗသက/ တခရ/ တအက/ တတက) (Commandant)
43. ဒုတိယကျောင်းအုပ်ကြီး (နကတ/ ဥစတ/ စတသ) (Deputy Commandant)
44. ပါမောက္ခချုပ် (စတသ) (Rector)
45. တပ်မမှူး (Divisional Commander)
46. စစ်ဆင်ရေးကွပ်ကဲမှုဌာနချုပ်မှူး (Military Operation Commander)
47. ဒေသကွပ်ကဲရေးမှူး (Sector Operation Commander)
48. တပ်နယ်မှူး (Garrison Commander)
49. ဒုတိယကျောင်းအုပ်ကြီး (တနတ/ တဆတ/ တသဆ/ ဗသက/ တခရ / တအက/ တတက) (Deputy Commandant)
50. ဒုတိယတပ်မမှူး (Deputy Divisional Commander)
51. ဒုတိယစစ်ဆင်ရေးကွပ်ကဲမှုဌာနချုပ်မှူး (Deputy Military Operation Commmander)
52. ဒုတိယဒေသကွပ်ကဲရေးမှူး (Deputy Sector Operation Commander)
53. စစ်ဦးစီးမှူး (General Staff Officer)
54. ဦးစီးအရာရှိ (စစ်ရေး/စစ်ထောက်) (Adjutant / Quartermaster Staff Officer)
55. နည်းပြအရာရှိချုပ် ( စတသ/တနတ/ တနတ/တဆတ/တသဆ/ ဗသက/ တခရ /တအက/တတက) (Chief Instructional Officer)
56. အထက်တန်းနည်းပြ (နကတ) (Senior Lecturer)
57. စစ်ဗျူဟာမှူး (Tactical Operation Commander)
58. နည်းဗျုဟာမှူး (Tactical Operation Commander)
59. အထက်တန်းနည်းပြ (ဥစတ) (Senior Lecturer)
60. စခန်းမှူး (Camp Commander)
61. စစ်ဦးစီးမှူး(ပထမတန်း) (General Staff Officer (First Class))
62. ဦးစီးအရာရှိ(ပထမတန်း) (Staff Officer (First Class))
63. လက်ထောက်စစ်ဥပဒေချုပ် (Assistant Judge Advocate General)
64. တပ်ရင်းမှူး (Commander / Regimental Commander)
65. ဒုတိယတပ်ရင်းမှူး (Second-in-Command / Regimental Commander)
66. ဌာနချုပ်တပ်ခွဲမှူး (Headquarter Company Commander)
67. စစ်ဦးစီးမှူး(ဒုတိယတန်း) (General Staff Officer (Second Class))
68. ဦးစီးအရာရှိ(ဒုတိယတန်း) (Staff Officer (Second Class))
69. ဒုတိယလက်ထောက်စစ်ဥပဒေချုပ် (Vice Assistant Judge Advocate General)
70. တပ်ခွဲမှူး (Company Commander)
71. စစ်ဦးစီးမှူး(တတိယတန်း) (General Staff Officer (Third Class))
72. ဦးစီးအရာရှိ(တတိယတန်း) (Staff Officer (Third Class))
73. လုံခြုံရေးတပ်စုမှူး (Security Platoon Commander)
74. တပ်ရေးဗိုလ်ကြီး (Adjutant)
75. တပ်ထောက်ဗိုလ်ကြီး (Quarter Master)
76. ထောက်လှမ်းရေးအရာရှိ (Intelligence Officer)
77. ဆက်သွယ်ရေးအရာရှိ (Signal Officer)
78. ဆေးမှူး (Medical Officer)
79. တပ်စုမှူး (Platoon Commander)
80. တပ်ရင်းအရာခံဗိုလ် (Regimental Sergeant Major)
81. ဆေးလက်ထောက်အရာခံဗိုလ် (Medical Assistant)
82. တပ်ရင်းတပ်ထောက်အရာခံဗိုလ် (Regimental Quartermaster Sergeant)
83. ရုံးအုပ်ကြီး (Head Clerk)
84. အရာခံဗိုလ်/စာရေး (Warrant Officer Clerk)
85. တပ်ကြပ်ကြီး/စာရေး (Sergeant Clerk)
86. တပ်စိတ်မှူး (Squad Leader)
87. တပ်စာရင်းကိုင် (Unit Accountant)
88. ဗိုလ်လောင်း (Cadet)

| موضع | أعلى مستوى معين |
| --- | --------------- |
| القائد العام للقوات المسلحة |                 |
| نائب رئيس أركان الدفاع رئيس أركان الدفاع (الجيش) |                 |
| وزير الاتحاد وزارة الدفاع |                 |
| القائد العام (الجيش، البحرية، القوات الجوية) |                 |
| رئيس الدفاع (المياه) |                 |
| رئيس الدفاع (الجوي) |                 |
| رئيس الأركان (الجيش) |                 |
| رئيس الأركان (المياه) |                 |
| رئيس الأركان (الجوي) |                 |
| القائد العام |                 |
| التموين العام |                 |
| عام المناصب العسكرية |                 |
| القانون العرفي |                 |
| كبير ضباط الأمن العسكري |                 |
| كبير ضباط التدريب العسكري |                 |
| المفتش العام للجيش |                 |
| المفتش العسكري والمراجع العام |                 |
| كبير ضباط الدفاع الجوي |                 |
| كبير مسؤولي الإنتاج الدفاعي |                 |
| قائد فريق العمليات الخاصة |                 |
| رئيس الأركان المشتركة |                 |
| مساعد التموين العام |                 |
| القانون العسكري الثاني |                 |
| قائد ثاني لتدريب الجيش |                 |
| نائب رئيس الأمن العسكري |                 |
| نائب رئيس أركان الدفاع الجوي |                 |
| نائب الرئيس التنفيذي للإنتاج الدفاعي |                 |
| المفتش العام للجيش الثاني |                 |
| مكتب القائد العام للدفاع (الجيش) قائد المعسكر |                 |
| مدير عام ديوان حسابات وزارة الدفاع |                 |
| مدير القوات المسلحة |                 |
| مدير القوات الصاروخية |                 |
| مدير القوات المدرعة |                 |
| مديرية المعدات العسكرية |                 |
| مدير الطاقم الطبي |                 |
| مدير الاتصالات |                 |
| مدير المشتريات |                 |
| مدير التعزيز |                 |
| مديراً لقوات المليشيات وحرس الحدود |                 |
| مدير الهندسة العسكرية |                 |
| مدير الهندسة الكهربائية والميكانيكية |                 |
| مدير التوريد والشحن |                 |
| مدير العلاقات العامة والعمليات المعنوية |                 |
| مدير التوطين |                 |
| مدير متحف وأرشيف التاريخ العسكري |                 |
| مدير مكتب السجلات العسكرية |                 |
| مدير أعمال الطباعة الأمنية |                 |
| سيطرة الجيش |                 |
| مدير (جامعة الدفاع الوطني) |                 |
| قائد |                 |
| نائب القائد |                 |
| رئيس القسم |                 |
| مقر قاعدة القوات الجوية |                 |
| قائد مقر المحطة البحرية |                 |
| قائد القيادة الإقليمية |                 |
| رئيس قيادة العمليات |                 |
| القائد العام |                 |
| قائد قيادة محطة المدفعية |                 |
| قائد قيادة العمليات المدرعة |                 |
| قائد قيادة عمليات الدفاع الجوي |                 |
| رئيسي (الأكاديمية العسكرية العسكرية) (الأكاديمية العسكرية العسكرية) (الجامعة الطبية العسكرية) (الجامعة التقنية العسكرية) (مدرسة تدريب الضباط في الجيش) (أكاديمية الجيش (الجيش) القتالية) (مدارس التدريب المتقدم للجيش) |                 |
| رئيس الجامعة (جامعة أركان الجيش) (الجامعة العسكرية العسكرية) (الجامعة الطبية العسكرية) (الجامعة التقنية العسكرية) |                 |
| مشرف المستشفى (المستشفيات العسكرية) |                 |
| ضابط شخصي للقائد العام للقوات المسلحة |                 |
| رئيس قسم الكمبيوتر العسكري (الجيش، البحرية، القوات الجوية). |                 |
| نائب قائد قاعدة القوة الجوية |                 |
| قائد المحطة البحرية الثانية |                 |
| قائد القيادة الإقليمية الثانية |                 |
| قائد قيادة العمليات الثانية |                 |
| قائد الفرقة الثانية |                 |
| نائب مقر قيادة المدفعية |                 |
| قائد قيادة العمليات المدرعة الثانية |                 |
| قائد قيادة عمليات الدفاع الجوي الثاني |                 |
| القائد العام |                 |
| كبير الضباط |                 |
| كابتن السفينة |                 |
| مدير المصنع (مصانع المعدات الدفاعية) |                 |
| مدير مصنع (مصانع الجيش الكبيرة) |                 |
| قائد المعسكر (المساعد/الذراع/معسكرات الموظفين) |                 |
| قائد (فيلق التدريب الأساسي العسكري) |                 |
| كبير مسؤولي التدريب (أكاديمية الجيش (الجيش) كاديت) (أكاديمية الجيش (الجيش) القتالية) (مدارس التدريب المتقدم للجيش) |                 |
| رئيس التكتيكات |                 |
| قائد الإستراتيجية العسكرية (الإستراتيجية العسكرية (الاستيطان)) |                 |
| استراتيجي عسكري |                 |
| مدرب المدرسة الثانوية |                 |
| رئيس الأركان (الدرجة الأولى) |                 |
| ضابط أول (الدرجة الأولى) |                 |
| مساعد المدعي العام العسكري |                 |
| قائد (المقر العسكري الإقليمي) |                 |
| قائد (مساعد/الجيش/قوات الأركان) |                 |
| قائد كتيبة (مساعد/ذراع/أركان) |                 |
| قائد كتيبة (مشاة/ مشاة سريعة) |                 |
| ضابط شخصي لرئيس أركان الجيش الثاني |                 |
| رئيس الأركان (الدرجة الثانية) |                 |
| ضابط أول (الدرجة الثانية) |                 |
| نائب مساعد المدعي العام العسكري |                 |
| قائد المعسكر (المقر برتبة عميد) |                 |
| نائب القائد (مساعد/الجيش/قوات الأركان) |                 |
| قائد الكتيبة الثانية (مساعد/ذراع/أركان) |                 |
| قائد الكتيبة الثانية (مشاة/ مشاة سريعة) |                 |
| قائد الشركة (مساعد/ذراع/طاقم) |                 |
| قائد المعسكر |                 |
| ضابط شخصي برتبة جنرال |                 |
| رئيس الأركان (الدرجة الثالثة) |                 |
| ضابط أول (الدرجة الثالثة) |                 |
| ضابط قانون عسكري |                 |
| نقيب عسكري |                 |
| التموين العام |                 |
| ضابط مخابرات |                 |
| موظف الاتصالات |                 |
| ضابط طبي بالكتيبة |                 |
| قائد الفرقة (مساعد/ذراع/طاقم) |                 |
| قائد السرية (المشاة/المشاة السريعة) |                 |
| قائد فصيلة أمنية |                 |
| ضابط شخصي برتبة لواء / فريق |                 |

### الرتبة والشارة

#### ضباط الجريدة
| مجموعة المستوى                  | القيادة/ كبار المديرين التنفيذيين | القيادة/ كبار المديرين التنفيذيين | القيادة/ كبار المديرين التنفيذيين | القيادة/ كبار المديرين التنفيذيين | القيادة/ كبار المديرين التنفيذيين | القيادة/ كبار المديرين التنفيذيين | القيادة/ كبار المديرين التنفيذيين | القيادة/ كبار المديرين التنفيذيين | القيادة/ كبار المديرين التنفيذيين | القيادة/ كبار المديرين التنفيذيين | الأركان الأرضية / كبار الضباط | الأركان الأرضية / كبار الضباط | الأركان الأرضية / كبار الضباط | الأركان الأرضية / كبار الضباط | الأركان الأرضية / كبار الضباط | الأركان الأرضية / كبار الضباط | صغار الضباط | صغار الضباط | صغار الضباط         | صغار الضباط         | صغار الضباط         | صغار الضباط | صغار الضباط | صغار الضباط     | ضابط متدرب      | ضابط متدرب      | ضابط متدرب      | ضابط متدرب      | ضابط متدرب      | ضابط متدرب      | ضابط متدرب      | ضابط متدرب      | ضابط متدرب      | ضابط متدرب      | ضابط متدرب      | ضابط متدرب |
| رمز الناتو القياسي              | من-10                             | من-10                             | من-9                              | من-9                              | من-8                              | من-8                              | من-7                              | من-7                              | من-6                              | من-6                              | من-5                          | من-5                          | من-4                          | من-4                          | من-3                          | من-3                          | من-2        | من-2        | من-1                | من-1                | من-1                | من-1        | من-1        | من-1            | من (د)          | من (د)          | من (د)          | من (د)          | من (د)          | من (د)          | من (د)          | من (د)          | من (د)          | من (د)          | من (د)          | من (د)     |
| ------------------------------- | --------------------------------- | --------------------------------- | --------------------------------- | --------------------------------- | --------------------------------- | --------------------------------- | --------------------------------- | --------------------------------- | --------------------------------- | --------------------------------- | ----------------------------- | ----------------------------- | ----------------------------- | ----------------------------- | ----------------------------- | ----------------------------- | ----------- | ----------- | ------------------- | ------------------- | ------------------- | ----------- | ----------- | --------------- | --------------- | --------------- | --------------- | --------------- | --------------- | --------------- | --------------- | --------------- | --------------- | --------------- | --------------- | ---------- |
| جيش - يرى - قال - صحيح          |                                   |                                   |                                   |                                   |                                   |                                   |                                   |                                   |                                   |                                   |                               |                               |                               |                               |                               |                               |             |             |                     |                     |                     |             |             |                 |                 |                 |                 |                 |                 |                 |                 |                 |                 |                 |                 |            |
| اللواء                          | اللواء                            | ملازم ثاني                        | عام                               | العام الثاني                      | العام الثاني                      | عام                               | عام                               | العميد                            | العميد                            | العقيد                            | العقيد                        | المقدم                        | المقدم                        | رئيسي                         | رئيسي                         | قبطان                         | قبطان       | ملازم       | ملازم               | ملازم               | ملازم ثاني          | ملازم ثاني  | ملازم ثاني  | المتدرب الرئيسي | المتدرب الرئيسي | المتدرب الرئيسي | المتدرب الرئيسي | المتدرب الرئيسي | المتدرب الرئيسي | المتدرب الرئيسي | المتدرب الرئيسي | المتدرب الرئيسي | المتدرب الرئيسي | المتدرب الرئيسي | المتدرب الرئيسي |            |
| جنرال كبير                      | جنرال كبير                        | نائب كبير جنرال                   | عام                               | ملازم أول                         | ملازم أول                         | اللواء                            | اللواء                            | العميد                            | العميد                            | العقيد                            | العقيد                        | المقدم                        | المقدم                        | رئيسي                         | رئيسي                         | قبطان                         | قبطان       | ملازم       | ملازم               | ملازم               | ملازم ثاني          | ملازم ثاني  | ملازم ثاني  | ضابط كاديت      | ضابط كاديت      | ضابط كاديت      | ضابط كاديت      | ضابط كاديت      | ضابط كاديت      | ضابط كاديت      | ضابط كاديت      | ضابط كاديت      | ضابط كاديت      | ضابط كاديت      | ضابط كاديت      |            |
| البحرية - يرى - قال - صحيح      |                                   |                                   |                                   |                                   |                                   |                                   |                                   |                                   |                                   |                                   |                               |                               |                               |                               |                               |                               |             |             |                     |                     |                     |             |             |                 | (لا)            | (لا)            | (لا)            | (لا)            | (لا)            | (لا)            | (لا)            | (لا)            | (لا)            | (لا)            | (لا)            | (لا)       |
| البحرية - يرى - قال - صحيح      | اللواء                            | اللواء                            | ملازم ثاني                        | عام                               | العام الثاني                      | العام الثاني                      | عام                               | عام                               | العميد                            | العميد                            | العقيد                        | العقيد                        | المقدم                        | المقدم                        | رئيسي                         | رئيسي                         | قبطان       | قبطان       | ملازم               | ملازم               | ملازم               | ملازم ثاني  | ملازم ثاني  | ملازم ثاني      | (لا)            | (لا)            | (لا)            | (لا)            | (لا)            | (لا)            | (لا)            | (لا)            | (لا)            | (لا)            | (لا)            | (لا)       |
| البحرية - يرى - قال - صحيح      | جنرال كبير                        | جنرال كبير                        | نائب كبير جنرال                   | أدميرال                           | نائب الأدميرال                    | نائب الأدميرال                    | الاميرال الخلفي                   | الاميرال الخلفي                   | كومودور                           | كومودور                           | قبطان                         | قبطان                         | قائد                          | قائد                          | ملازم أول                     | ملازم أول                     | ملازم       | ملازم       | ملازم (رتبة مبتدئة) | ملازم (رتبة مبتدئة) | ملازم (رتبة مبتدئة) | ملازم أول   | ملازم أول   | ملازم أول       |                 |                 |                 |                 |                 |                 |                 |                 |                 |                 |                 |            |
| القوة الجوية - يرى - قال - صحيح |                                   |                                   |                                   |                                   |                                   |                                   |                                   |                                   |                                   |                                   |                               |                               |                               |                               |                               |                               |             |             |                     |                     |                     |             |             |                 | (لا)            | (لا)            | (لا)            | (لا)            | (لا)            | (لا)            | (لا)            | (لا)            | (لا)            | (لا)            | (لا)            | (لا)       |
| القوة الجوية - يرى - قال - صحيح | اللواء                            | اللواء                            | ملازم ثاني                        | عام                               | العام الثاني                      | العام الثاني                      | عام                               | عام                               | العميد                            | العميد                            | العقيد                        | العقيد                        | المقدم                        | المقدم                        | رئيسي                         | رئيسي                         | قبطان       | قبطان       | ملازم               | ملازم               | ملازم               | ملازم ثاني  | ملازم ثاني  | ملازم ثاني      | (لا)            | (لا)            | (لا)            | (لا)            | (لا)            | (لا)            | (لا)            | (لا)            | (لا)            | (لا)            | (لا)            | (لا)       |
| القوة الجوية - يرى - قال - صحيح | جنرال كبير                        | جنرال كبير                        | نائب كبير جنرال                   | عام                               | ملازم أول                         | ملازم أول                         | اللواء                            | اللواء                            | العميد                            | العميد                            | العقيد                        | العقيد                        | المقدم                        | المقدم                        | رئيسي                         | رئيسي                         | قبطان       | قبطان       | ملازم               | ملازم               | ملازم               | ملازم ثاني  | ملازم ثاني  | ملازم ثاني      |                 |                 |                 |                 |                 |                 |                 |                 |                 |                 |                 |            |

#### مستويات أخرى
| مجموعة المستوى                       | الضباط غير الجريدة       | الضباط غير الجريدة       | الضباط غير الجريدة       | الضباط غير الجريدة       | الضباط غير الجريدة       | الضباط غير الجريدة       | الضباط غير الجريدة        | الضباط غير الجريدة        | الضباط غير الجريدة | الضباط غير الجريدة | الضباط غير الجريدة | الضباط غير الجريدة | الضباط غير الجريدة | الضباط غير الجريدة | الضباط غير الجريدة | الضباط غير الجريدة | الضباط غير الجريدة | الضباط غير الجريدة | الضباط غير الجريدة | الضباط غير الجريدة | الضباط غير الجريدة | الضباط غير الجريدة | الأب مستويات أخرى | الأب مستويات أخرى | الأب مستويات أخرى | الأب مستويات أخرى | الأب مستويات أخرى | الأب مستويات أخرى | مستويات أخرى      | مستويات أخرى      | مستويات أخرى      | مستويات أخرى      | مستويات أخرى      | مستويات أخرى      | مستويات أخرى      | مستويات أخرى      |
| رمز الناتو للوضع المتساوي            | أو-9                     | أو-9                     | أو-9                     | أو-9                     | أو-9                     | أو-9                     | أو-8                      | أو-8                      | أو-7               | أو-7               | أو-6               | أو-6               | أو-6               | أو-6               | أو-6               | أو-6               | أو-5               | أو-5               | أو-5               | أو-5               | أو-5               | أو-5               | أو-4              | أو-4              | أو-4              | أو-4              | أو-3              | أو-3              | أو-2              | أو-2              | أو-2              | أو-2              | أو-2              | أو-2              | أو-1              | أو-1              |
| ------------------------------------ | ------------------------ | ------------------------ | ------------------------ | ------------------------ | ------------------------ | ------------------------ | ------------------------- | ------------------------- | ------------------ | ------------------ | ------------------ | ------------------ | ------------------ | ------------------ | ------------------ | ------------------ | ------------------ | ------------------ | ------------------ | ------------------ | ------------------ | ------------------ | ----------------- | ----------------- | ----------------- | ----------------- | ----------------- | ----------------- | ----------------- | ----------------- | ----------------- | ----------------- | ----------------- | ----------------- | ----------------- | ----------------- |
| عسكري (جيش) - يرى - قال - صحيح       |                          |                          |                          |                          |                          |                          |                           |                           |                    |                    |                    |                    |                    |                    |                    |                    |                    |                    |                    |                    |                    |                    |                   |                   |                   |                   |                   |                   | لم يتم تعيين شارة | لم يتم تعيين شارة | لم يتم تعيين شارة | لم يتم تعيين شارة | لم يتم تعيين شارة | لم يتم تعيين شارة | لم يتم تعيين شارة | لم يتم تعيين شارة |
| عسكري (جيش) - يرى - قال - صحيح       | ضابط صف                  | ضابط صف                  | ضابط صف                  | ضابط صف                  | ضابط صف                  | ضابط صف                  | ملازم ثاني                | ملازم ثاني                | رقيب الشركة        | رقيب الشركة        | رقيب رقيب / كاتب   | رقيب رقيب / كاتب   | رقيب رقيب / كاتب   | رقيب رقيب / كاتب   | رقيب رقيب / كاتب   | رقيب رقيب / كاتب   | رقيب رقيب / كاتب   | رقيب رقيب / كاتب   | رقيب رقيب / كاتب   | رقيب رقيب / كاتب   | رقيب رقيب / كاتب   | رقيب رقيب / كاتب   | عريف              | عريف              | عريف              | عريف              | الرقيب الثاني     | الرقيب الثاني     | جيش               | جيش               | جيش               | جيش               | جيش               | جيش               | جيش               | جيش               |
| عسكري (جيش) - يرى - قال - صحيح       | ضابط صف من الدرجة الأولى | ضابط صف من الدرجة الأولى | ضابط صف من الدرجة الأولى | ضابط صف من الدرجة الأولى | ضابط صف من الدرجة الأولى | ضابط صف من الدرجة الأولى | ضابط صف من الدرجة الثانية | ضابط صف من الدرجة الثانية | رقيب تموين         | رقيب تموين         | رقيب، رقيب أول     | رقيب، رقيب أول     | رقيب، رقيب أول     | رقيب، رقيب أول     | رقيب، رقيب أول     | رقيب، رقيب أول     | رقيب، رقيب أول     | رقيب، رقيب أول     | رقيب، رقيب أول     | رقيب، رقيب أول     | رقيب، رقيب أول     | رقيب، رقيب أول     | عريف              | عريف              | عريف              | عريف              | لانس العريف       | لانس العريف       | خاص               | خاص               | خاص               | خاص               | خاص               | خاص               | خاص               | خاص               |
| العسكرية (المياه) - يرى - قال - صحيح |                          |                          |                          |                          |                          |                          |                           |                           |                    |                    |                    |                    |                    |                    |                    |                    |                    |                    |                    |                    |                    |                    |                   |                   |                   |                   |                   |                   | لم يتم تعيين شارة | لم يتم تعيين شارة | لم يتم تعيين شارة | لم يتم تعيين شارة | لم يتم تعيين شارة | لم يتم تعيين شارة | لم يتم تعيين شارة | لم يتم تعيين شارة |
| العسكرية (المياه) - يرى - قال - صحيح | ضابط صف                  | ضابط صف                  | ضابط صف                  | ضابط صف                  | ضابط صف                  | ضابط صف                  | ملازم ثاني                | ملازم ثاني                | رقيب الشركة        | رقيب الشركة        | رقيب رقيب / كاتب   | رقيب رقيب / كاتب   | رقيب رقيب / كاتب   | رقيب رقيب / كاتب   | رقيب رقيب / كاتب   | رقيب رقيب / كاتب   | رقيب رقيب / كاتب   | رقيب رقيب / كاتب   | رقيب رقيب / كاتب   | رقيب رقيب / كاتب   | رقيب رقيب / كاتب   | رقيب رقيب / كاتب   | عريف              | عريف              | عريف              | عريف              | الرقيب الثاني     | الرقيب الثاني     | جيش               | جيش               | جيش               | جيش               | جيش               | جيش               | جيش               | جيش               |
| الجيش (الهواء) - يرى - قال - صحيح    |                          |                          |                          |                          |                          |                          |                           |                           |                    |                    |                    |                    |                    |                    |                    |                    |                    |                    |                    |                    |                    |                    |                   |                   |                   |                   |                   |                   | لم يتم تعيين شارة | لم يتم تعيين شارة | لم يتم تعيين شارة | لم يتم تعيين شارة | لم يتم تعيين شارة | لم يتم تعيين شارة | لم يتم تعيين شارة | لم يتم تعيين شارة |
| الجيش (الهواء) - يرى - قال - صحيح    | ضابط صف                  | ضابط صف                  | ضابط صف                  | ضابط صف                  | ضابط صف                  | ضابط صف                  | ملازم ثاني                | ملازم ثاني                | رقيب الشركة        | رقيب الشركة        | رقيب رقيب / كاتب   | رقيب رقيب / كاتب   | رقيب رقيب / كاتب   | رقيب رقيب / كاتب   | رقيب رقيب / كاتب   | رقيب رقيب / كاتب   | رقيب رقيب / كاتب   | رقيب رقيب / كاتب   | رقيب رقيب / كاتب   | رقيب رقيب / كاتب   | رقيب رقيب / كاتب   | رقيب رقيب / كاتب   | عريف              | عريف              | عريف              | عريف              | الرقيب الثاني     | الرقيب الثاني     | جيش               | جيش               | جيش               | جيش               | جيش               | جيش               | جيش               | جيش               |

1. جنرال كبير
2. نائب كبير جنرال
3. عام
4. ملازم أول
5. اللواء
6. العميد
7. عقيد
8. المقدم
9. رئيسي
10. قبطان
11. ملازم
12. ملازم ثاني
13. ضابط الصف I
14. ضابط الصف الثاني
15. رقيب ربع رئيسي
16. رقيب
17. عريف
18. لانس العريف
19. جندي (خاص)

## رواتب الجيش الحالية
وزادت الحكومة رواتب الموظفين والعسكريين منذ العام المالي 2015-2016 أبريل بموافقة مجلس النواب.
- تم تحديد رسوم الدخول لكل جندي بـ 14.400.000 كيات
- 1,680,000 لكل ملازم
- 1,860,000 لكل عريف؛
- 20400 لكل رقيب.
- 220.000 لكل رقيب سرية؛
- 2.400.000 لكل ملازم أول.
- 2,580,000 لكل ضابط
- 300.000 لكل ملازم. 3مائة وعشرون ألفاً للكابتن الواحد
- من 300.000 إلى 50.000 لكل كابتن لمدة ثلاث سنوات، بزيادة 4000 كيات سنويًا.
- 390.000 لكل تخصص.
- من 4مائة ألف إلى 50 ألفاً لكل مقدم.
- 500.000 لكل عقيد.
- العميد 700.000 لكل منهما. 10 آلاف لكل عام
- 15 ألفًا لكل ملازم 2000000 كيات لكل عام.
- 25 مئة ألف كيات لكل من المقدم
- تم تخصيص 300.000 كيات للجنرال.

## الصناعات العسكرية
كمصنع للمعدات الدفاعية (KAPS)، تستخدم الأسلحة الصغيرة من قبل التاتماداو، تنتج أسلحة كبيرة. حاليًا، الأسلحة والذخائر التي يستخدمها جيش ميانمار هي في الغالب أسلحة منتجة ذاتيًا بواسطة مصانع معدات الدفاع (DAFs)، وهي الدولة التي تتمتع بأعلى قدرة على إنتاج أسلحتها وذخائرها بين دول جنوب شرق آسيا .

## الشركات
مؤسسة ميانمار الاقتصادية (MEC) في عام 1977 تأسس اتحاد ميانمار الاقتصادي القابضة المحدودة (UMEHL) في عام 1990، باستخدام 10 مليارات كيات من الأموال الوطنية لرفاهية الأفراد العسكريين. من الشركات المديرون التنفيذيون هم ممثلون لمجموعات المحاربين القدامى إلى جانب بعض كبار القادة العسكريين الحاليين. رئيس أركان الجيش الجنرال مين أونج هلاينج هو MEC إنها الرسالة. تمتلك MEHL وMEC قطاعات أعمال مختلفة مثل البناء، استخراج الاحجار الكريمة, صناعة التصنيع أعمال التأمين ويشمل ما لا يقل عن 120 شركة من قطاعات مثل السياحة والمصارف.

## لدراسة أخرى
- المحكمة الاتحادية العليا
- برلمان الاتحاد
- مكتب الرئيس

## مرجع

### ملحوظة
1. (الجيش/البحرية/الجو) أيضًا شعار النبالة لمكاتب رئيس الدفاع.

### القائمة المرجعية
1. ↑  الموقع الرسمي لرئيس أركان الدفاع/ نسخة محفوظة 2024-05-29 على موقع واي باك مشين.
2. ↑  وصلة مرجع: https://www.google.com.mm/search?q=https%3A%2F%2Fcincds.gov.mm%2F&sxsrf=ALiCzsbNViflV6VPexmVV4covF1PiTIMLQ%3A1655146019427&source=hp&ei=I4anYuHpF_qu4-EP9IGtoAg&oq=https%3A%2F%2Fwww.cincds.gov.mm%2F&gs_lcp=ChFtb2JpbGUtZ3dzLXdpei1ocBABGAAyBggAEB4QFjoHCCMQ6gIQJzoECCMQJzoICAAQgAQQsQM6CwgAEIAEELEDEIMBOgUIABCABDoICAAQsQMQgwE6BAgAEAM6BQgAEMsBOggIABDJAxDLAToHCAAQChDLAVCJE1i_jQFgipkBaBRwAHgAgAHXAYgBhhOSAQYwLjE3LjGYAQCgAQGgAQKwAQ8&sclient=mobile-gws-wiz-hp. الوصول: 13 يونيو 2022.
3. ↑  Admin, I. S. P. (20 Feb 2024). "PANDEMONIUM: The Conscription Law and Five Negative Potential Consequences | ISP-Myanmar" (بالإنجليزية البريطانية). Retrieved 2025-04-01.
4. ↑  المعهد الدولي للدراسات الاستراتيجية (15 فبراير 2023). "Military Balance 2023". لندن: روتليدج . ص 331. ISBN:9781032508955. اطلع عليه بتاريخ 2025-03-29.{{استشهاد ويب}}:  صيانة الاستشهاد: مكان (link)
5. 1 2  ""Border Guard Force Scheme"". مرصد السلام في ميانمار. 18 مارس 2020. مؤرشف من الأصل في 2020-08-21. اطلع عليه بتاريخ 2025-04-01.
6. ↑  "'The stigma of 1988 still haunts the reconstituted student militia'". survey-smiles.com. 18 مارس 2016. اطلع عليه بتاريخ 2025-04-01.
7. ↑  Irrawaddy, The (10 Apr 2023). "Myanmar Junta Increases Military Budget to US$2.7 Billion". The Irrawaddy (بالإنجليزية الأمريكية). Retrieved 2025-04-01.
8. ↑  office_zzam (30 Mar 2021). "Myanmar shipyard building 4th frigate". www.armyrecognition.com (بالإنجليزية البريطانية). Retrieved 2025-04-01.
9. ↑  "Myanmar, Thai Tatmadaw leaders maintain strong relations - Global New Light Of Myanmar" (بالإنجليزية الأمريكية). 22 Jan 2025. Retrieved 2025-04-01.
10. ↑  Irrawaddy, The (23 Sep 2023). "Junta Watch: Belarus Seals Bloody Alliance With Regime; Resistance-Hit Naypyitaw Touted as Top Tourism Destination; and More". The Irrawaddy (بالإنجليزية الأمريكية). Retrieved 2025-04-01.
11. 1 2 3 4  "7 countries still supplying arms to Myanmar military". www.aa.com.tr. اطلع عليه بتاريخ 2025-04-01.
12. ↑  Irrawaddy, The (26 May 2023). "Myanmar Junta Turns to Iran for Missiles and Drones". The Irrawaddy (بالإنجليزية الأمريكية). Retrieved 2025-04-01.
13. ↑  Staff, ToI; AP. "Israel among 7 nations faulted in UN report for arming Myanmar army". www.timesofisrael.com (بالإنجليزية الأمريكية). Retrieved 2025-04-01.
14. ↑  Buchanan, John (يوليو 2016). ""Militias in Myanmar"" (PDF). مؤسسة آسيا. اطلع عليه بتاريخ 2025-04-01.
15. ↑  Wudunn, Sheryl; Times, Special To the New York (11 Dec 1990). "New 'Burmese Way' Relies On Slogans From the Military (Published 1990)". The New York Times (بالإنجليزية الأمريكية). ISSN:0362-4331. Archived from the original on 2023-10-31. Retrieved 2021-03-17.
16. ↑  "Myanmar's 2015 landmark elections explained". BBC News (بالإنجليزية البريطانية). 3 Dec 2015. Archived from the original on 2015-11-10. Retrieved 2021-03-17.
17. 1 2  https://www.ohchr.org/en/NewsEvents/Pages/DisplayNews.aspx?NewsID=23475&LangID=E نسخة محفوظة 2024-06-03 على موقع واي باك مشين.
18. ↑  "Myanmar's military accused of genocide in damning UN report" (بالإنجليزية البريطانية). Archived from the original on 2021-09-09. Retrieved 2024-08-14.
19. ↑  "U.N. Investigators Renew Call for Genocide Probe in Myanmar" (بالإنجليزية). Archived from the original on 2023-12-17. Retrieved 2024-08-14.
20. ↑  "The World Isn't Prepared to Deal With Possible Genocide In Myanmar" (بالإنجليزية). Archived from the original on 2021-04-04. Retrieved 2024-08-14.
21. ↑  https://www.irrawaddy.com/news/burma/tatmadaw-claims-killed-karen-community-leader-plainclothes-fighter.html نسخة محفوظة 2019-04-24 at Archive.is
22. ↑  http://www.burmalibrary.org/docs5/Myanmar_Constitution-2008-en.pdf Ministry of Information. September 2008 نسخة محفوظة 2024-07-17 على موقع واي باك مشين.
23. ↑  "မော်ကွန်းတင်ပြီးမိတ္တူ". مؤرشف من الأصل في 2021-02-01. اطلع عليه بتاريخ 2021-08-27.
24. ↑  "မော်ကွန်းတင်ပြီးမိတ္တူ". مؤرشف من الأصل في 2019-10-12. اطلع عليه بتاريخ 2019-10-12.
25. ↑  "ပဟေဠိဆန်တဲ့ စစ်တပ်ထိပ်ပိုင်း အပြောင်းအရွှေ့များ" (بالبورمية). Archived from the original on 2024-05-29. Retrieved 2024-08-14.
26. ↑  "မော်ကွန်းတင်ပြီးမိတ္တူ". مؤرشف من الأصل في 2019-10-12. اطلع عليه بتاريخ 2019-10-03.
27. ↑  ပြည်ထောင်စုသမ္မတမြန်မာနိုင်ငံတော် ဖွဲ့စည်းအုပ်ချုပ်ပုံအခြေခံဥပဒေ (၂၀၀၈)၊ စာမျက်နှာ (၁၄၇-၁၄၈)။
28. ↑  https://www.mlis.gov.mm/mLsView.do;jsessionid=7E8F0ECFC4E6C8D08A41E57083FC8C7E?lawordSn=8545 نسخة محفوظة 8 August 2022 على موقع واي باك مشين.
29. ↑  "တပ်မတော်သား လွှတ်တော်အမတ်များက ဥပဒေပြုရေး၌ အထောက်အကူပေးနိုင်ဟု ဗိုလ်ချုပ်မှူးကြီး ပြော". مؤرشف من الأصل في 2024-02-29.
30. ↑  https://www.ohchr.org/Documents/HRBodies/HRCouncil/FFM-Myanmar/20190916/A_HRC_42_CRP.5.pdf نسخة محفوظة 2024-04-20 على موقع واي باك مشين.
31. ↑  မိုးဇေညိမ်း. "ဘာလဲဟဲ့ စရဖဆောင်းပါး". ဘာလဲဟဲ့ စွမ်းအားရှင်.
32. ↑  "ဒုံးလက်နက်ဝယ်ယူရန် ကကဝယ်အား ရုရှားသို့ စေလွှတ်" (بالبورمية). Archived from the original on 2019-10-12. Retrieved 2024-08-14.
33. ↑  "မော်ကွန်းတင်ပြီးမိတ္တူ". مؤرشف من الأصل في 2019-10-09. اطلع عليه بتاريخ 2019-10-09.
34. ↑  "မော်ကွန်းတင်ပြီးမိတ္တူ". مؤرشف من الأصل في 2019-10-09. اطلع عليه بتاريخ 2019-10-09.
35. ↑  "တပ်မတော် အပေါ် လက်နက်နဲ့ အခြားဆက်စပ်ပစ္စည်း ဝယ်ယူခွင့် အီးယူ ပိတ်ပင်မှု သက်တမ်းတိုး" (بالبورمية). Archived from the original on 2024-02-03. Retrieved 2024-08-14.
36. ↑  "ဦးပိုင်နဲ့ MEC တို့ ဘယ်လို စီးပွားရေးတွေ လုပ်နေလဲ" (بالبورمية). Archived from the original on 2023-08-13. Retrieved 2024-08-14.
37. ↑  "Myanmar Military's Vast Business Revenue Enables Abuses, U.N. Says" (بالإنجليزية الأمريكية). Archived from the original on 2020-02-20. Retrieved 2024-08-14.

## روابط خارجية
- 1959 نسخة محفوظة 8 أغسطس 2022 على موقع واي باك مشين. قانون الجيش نسخة محفوظة 8 August 2022 على موقع واي باك مشين.
- وزارة الدفاع نسخة محفوظة 24 February 2021 على موقع واي باك مشين.
- مكتب رئيس أركان الجيش